# Liste der Biografien/Fur
Liste der Biografien |
Portal Biografien |
Personensuche
# |
A |
B |
C |
D |
E |
F |
G |
H |
I |
J |
K |
L |
M |
N |
O |
P |
Q |
R |
S |
T |
U |
V |
W |
X |
Y |
Z |
?
 
Fa |
Fe |
Ff |
Fh |
Fi |
Fj |
Fk |
Fl |
Fm |
Fn |
Fo |
Fr |
Ft |
Fu |
Fy
 
Fua |
Fub |
Fuc |
Fud |
Fue |
Fuf |
Fug |
Fuh |
Fui |
Fuj |
Fuk |
Ful |
Fum |
Fun |
Fuo |
Fuq |
Fur |
Fus |
Fut |
Fuw |
Fux |
Fuy |
Fuz
Die Liste der Biografien führt alle Personen auf, die in der deutschsprachigen Wikipedia einen Artikel haben. Dieses ist eine Teilliste mit 741 Einträgen von Personen, deren Namen mit den Buchstaben „Fur“ beginnt.

## Fur
- Fur, Gunlög (* 1957), schwedische Historikerin

### Fura
- Füracker, Albert (* 1968), deutscher Politiker (CSU), MdLAlbert Füracker (* 1968)

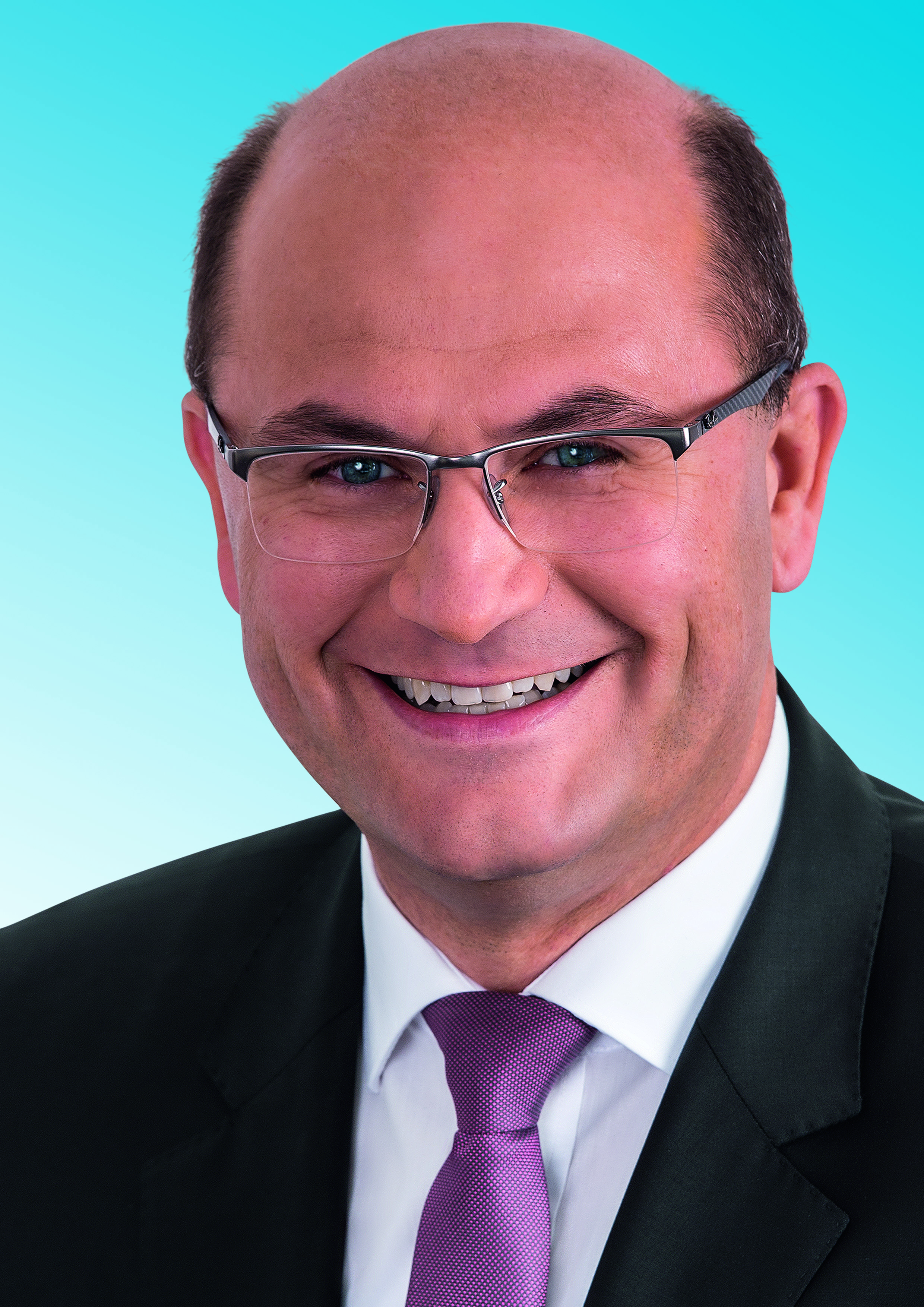
Albert Füracker (* 1968)

- Furay, Richie (* 1944), US-amerikanischer Singer-Songwriter und Gitarrist

### Furb
- Furbach, Curt (1886–1957), deutscher Ministerialbeamter, Manager der deutschen Porzellanindustrie und Kommunalverwaltungsbeamter
- Furbach, Ulrich (* 1948), deutscher Informatiker
- Fürbaß, Manfred (* 1936), deutscher Maurer und Politiker (LDPD), MdV
- Furber, Steve (* 1953), britischer Hochschullehrer
- Fürbeth, Frank (* 1954), deutscher Mediävist
- Fürbringer, Anton (1818–1880), deutscher Jurist und Politiker, MdL
- Fürbringer, Ernst Fritz (1900–1988), deutscher Schauspieler, Filmschauspieler und Synchronsprecher
- Fürbringer, Heinrich (1884–1965), deutscher Verwaltungsbeamter und Politiker, Landrat
- Fürbringer, Leo (1843–1923), deutscher Lokalpolitiker, Oberbürgermeister von Emden
- Fürbringer, Max (1846–1920), deutscher Anatom und Ornithologe
- Fürbringer, Paul (1849–1930), deutscher Mediziner
- Fürbringer, Robert (1806–1865), deutscher Kommunalpolitiker; Oberbürgermeister von Gera
- Fürbringer, Walther (1830–1913), deutscher Politiker, MdL
- Fürbringer, Werner (1888–1982), deutscher Konteradmiral

### Furc
- Furch, Bruno (1913–2000), österreichischer Widerstandskämpfer, Journalist und Maler
- Furch, Helmuth (* 1947), österreichischer Lehrer, Kulturschaffender und Autor
- Furch, Janne (1915–1992), deutsche Drehbuchautorin
- Furch, Johann (1890–1930), katholischer Martyrer und Opfer des Stalinismus
- Furch, Julio (* 1989), argentinischer Fußballspieler
- Furch, Rainer (* 1964), deutscher Schauspieler
- Furch, Robert (1894–1967), deutscher Mathematiker
- Furchau, Adolf Friedrich (1752–1819), deutscher Pädagoge
- Furchau, Adolf Friedrich (1787–1868), deutscher Pfarrer und Dichter
- Furche, Filipp (* 1974), deutscher Chemiker
- Furchgott, Robert Francis (1916–2009), US-amerikanischer Wissenschaftler und Nobelpreisträger der Medizin
- Furchheim, Dennis (* 1984), deutscher Automobilrennfahrer
- Furchheim, Johann Wilhelm († 1682), deutscher Violinist und Komponist
- Furchner, Irmgard (1925–2025), deutsche Sekretärin und Stenotypistin
- Furchner, Sebastian (* 1982), deutscher Eishockeyspieler und -funktionär
- Furchner, Willy (1892–1968), deutscher Politiker (SPD), Mitglied der Stadtverordnetenversammlung von Groß-Berlin
- Furcht, Beate (* 1974), deutsche Theaterschauspielerin
- Furcht, Karl (* 1938), deutscher Boxer
- Furck, Carl-Ludwig (1923–2011), deutscher Erziehungswissenschaftler und Bildungsreformer
- Furck, Sebastian († 1655), deutscher Kupferstecher
- Furcolo, Foster (1911–1995), US-amerikanischer Politiker

### Furd
- Furdea, Julia (* 1994), österreichische TV-ModeratorinJulia Furdea (* 1994)

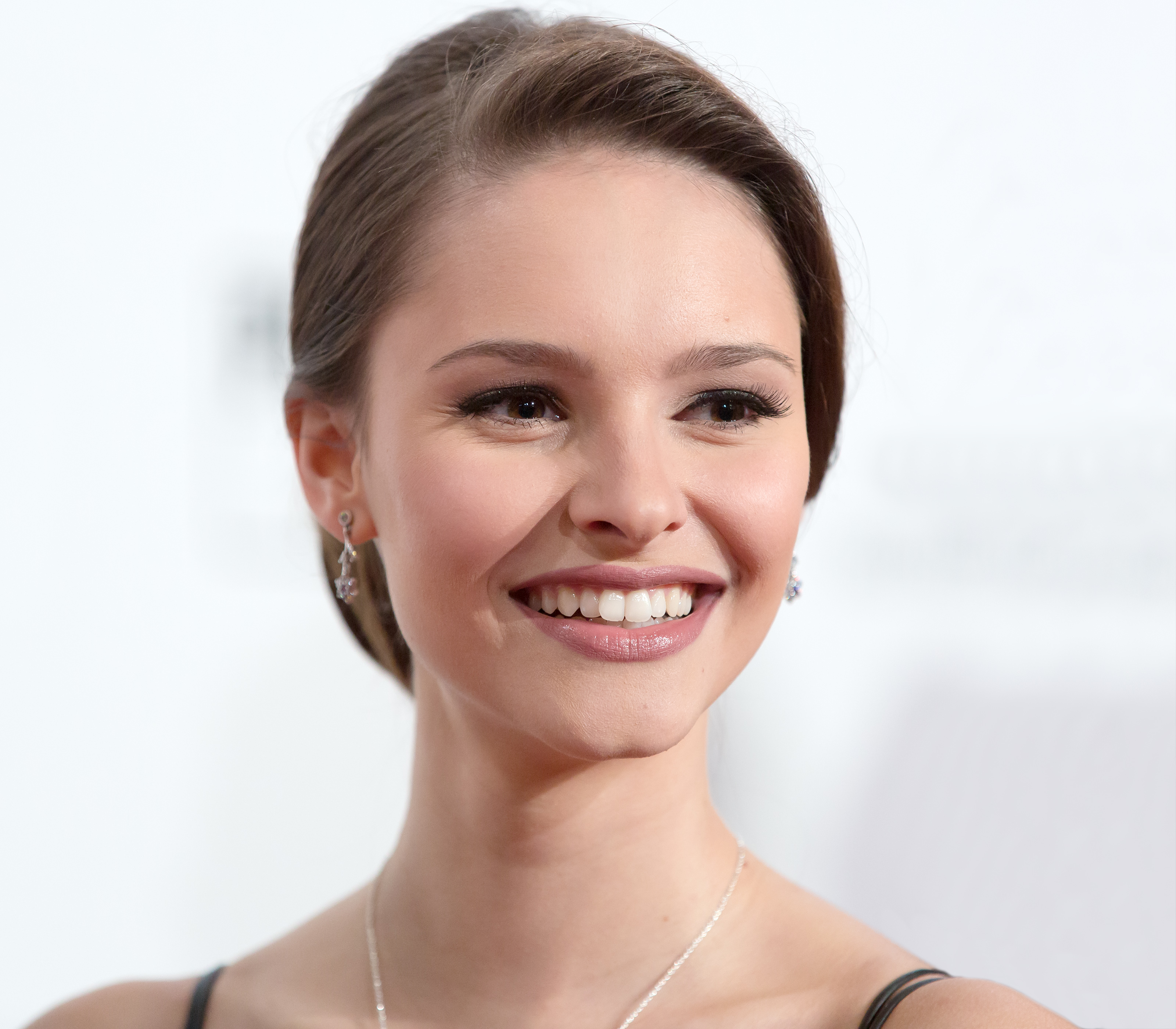
Julia Furdea (* 1994)

- Furdi, Blaž (* 1988), slowenischer Straßenradrennfahrer
- Furdik, Vladimir (* 1970), slowakischer Stuntman und Schauspieler

### Fure
- Fure, Ashley (* 1982), US-amerikanische Komponistin
- Furedi, Frank (* 1947), ungarisch-britischer Soziologe
- Füredi, Zoltán (* 1954), ungarischer Mathematiker
- Fürer von Haimendorf, Christoph (1663–1732), deutscher Dichter des Barock, Nürnberger Patrizier
- Furer, Arthur (1924–2013), Schweizer Musiker und Komponist
- Fürer, Franz Karl (1776–1825), preußischer Polizeidirektor und Landrat
- Furer, Hans (* 1955), schweizerischer Rechtsanwalt, Politiker, Richter und Künstler
- Fürer, Ivo (1930–2022), Schweizer Geistlicher, römisch-katholischer Bischof von St. GallenIvo Fürer (1930–2022)

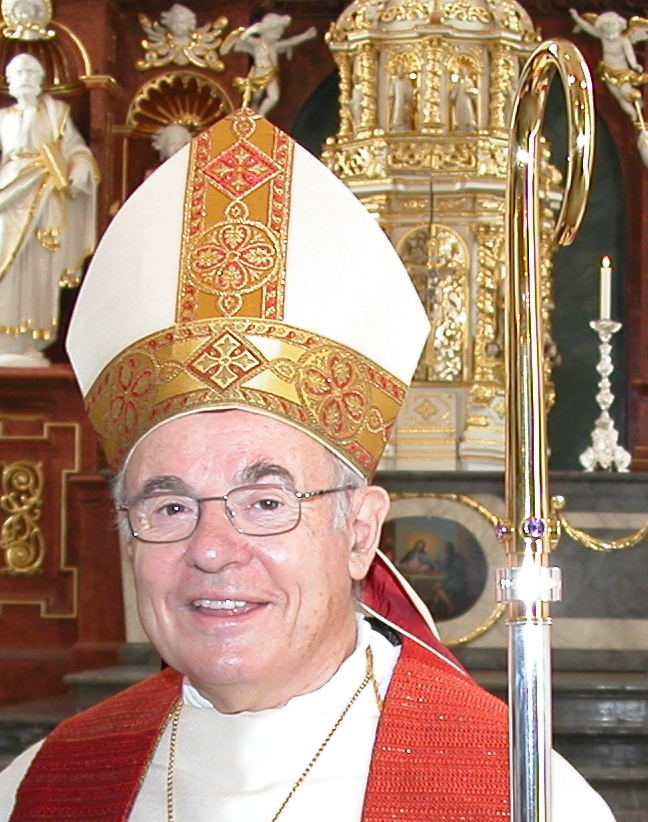
Ivo Fürer (1930–2022)

- Furer, Julius Augustus (1880–1963), US-amerikanischer Admiral
- Fürer, Kurt (1900–1988), deutscher Wirtschaftsjurist
- Fürer, Margret (1927–2012), deutsche Sängerin und Kabarettistin
- Furer, Pascal (* 1971), Schweizer Politiker
- Furer, Samuel (1898–1961), Schweizer Musiklehrer und Komponist
- Furer, Thomas (* 1982), Schweizer Handballspieler
- Furer, Tobias (* 1987), Schweizer Leichtathlet
- Fürer-Haimendorf, Christoph von (1909–1995), österreichischer Ethnologe
- Fürer-Ulrich, Hedy (* 1957), Schweizer Politikerin (SVP) und Kantonsrätin
- Furet, Catherine (* 1954), französische Architektin
- Furet, François (1842–1919), Schweizer Maler
- Furet, François (1927–1997), französischer Historiker
- Furetière, Antoine (1619–1688), französischer Schriftsteller und Gelehrter, speziell Lexikograf
- Furey, Francis James (1905–1979), US-amerikanischer Geistlicher und römisch-katholischer Erzbischof von San Antonio
- Furey, John (* 1951), US-amerikanischer Fernseh- und Filmschauspieler
- Furey, Kirk (* 1976), kanadischer EishockeyspielerKirk Furey (* 1976)

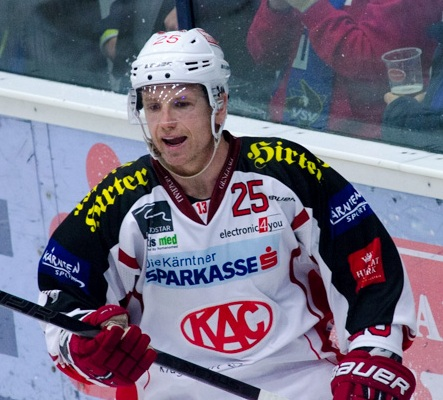
Kirk Furey (* 1976)

- Furey, Maggie (1955–2016), britische Fantasy-Autorin

### Furg
- Furgaç, Süheyl (1914–2006), türkischer Student und Duellant
- Furgal, Sergei Iwanowitsch (* 1970), russischer Politiker (LDPR) und Geschäftsmann; Gouverneur der Region Chabarowsk
- Furger, Adrian (* 1995), Schweizer Unihockeyspieler
- Furger, Andres (* 1948), Schweizer Archäologe, Kulturhistoriker und Museumsleiter
- Furger, Franz (1935–1997), Schweizer Moraltheologe und Sozialethiker
- Furger, Roman (* 1990), Schweizer Skilangläufer
- Furger, Simona (* 1992), Schweizer Handballspielerin
- Furgeson, Colleen (* 1998), marshallische Schwimmerin
- Furgler, Brigitta (* 1952), schweizerisch-österreichische Schauspielerin
- Furgler, Kurt (1924–2008), Schweizer Politiker (CVP)Kurt Furgler (1924–2008)

Kurt Furgler (1924–2008)

### Furh
- Fürhapter, Gabriele (* 1965), österreichische Politikerin, Abgeordnete zum Salzburger Landtag
- Fürhapter, Karl (1802–1883), österreichischer Bildschnitzer
- Fürhoff, Günter (1947–2016), deutscher Fußballspieler
- Furhoff, Johan (* 1969), schwedischer Schachspieler
- Furholt, Martin (* 1975), deutscher Ur- und Frühgeschichtler
- Fürholzer, Ludwig (* 1883), deutscher Offizier und SA-Funktionär, zuletzt im Rang eines SA-Brigadeführers

### Furi
- Füri, Peter (1937–2015), Schweizer Fussballspieler und -trainer
- Füri, Thomas (1947–2017), Schweizer Violinist
- Furia Sabinia Tranquillina, Ehefrau des römischen Kaisers Gordianus III.
- Furia, Alejandro (* 1994), uruguayischer Fußballspieler
- Furia, Giacomo (1925–2015), italienischer Schauspieler und Drehbuchautor
- Furia, John (1929–2009), US-amerikanischer Drehbuchautor und Produzent
- Furian, Hans (1940–2008), österreichischer Radrennfahrer
- Furian, Hans-Otto (1931–2012), deutscher Theologe, Propst und Leiter des Konsistoriums der Evangelischen Kirche Berlin-Brandenburg
- Furian, Lazarus (1881–1967), österreichischer Politiker und Bäckermeister
- Furian, Martin (1932–2020), deutscher Sozial- und Medienpädagoge, Hochschullehrer
- Furiassi, Zeffiro (1923–1974), italienischer Fußballspieler
- Furichius, Johannes Nicolaus (1602–1633), neulateinischer Dichter, Arzt und Alchemist
- Furie, Sidney J. (* 1933), kanadischer Filmregisseur, Drehbuchautor und Filmproduzent
- Furienmeister, Elfenbeinschnitzer
- Furietti, Giuseppe Alessandro (1684–1764), italienischer Geistlicher, Kurienkardinal
- Furini, Francesco († 1646), italienischer Barockmaler
- Furini, Livio (1932–1987), italienischer Tourismuspionier und Unternehmer
- Furino, Giuseppe (* 1946), italienischer Fußballspieler
- Furioso (1962–2013), österreichischer Zeichner und Installationskünstler
- Furious Pete (* 1985), kanadischer WettkampfesserFurious Pete (* 1985)

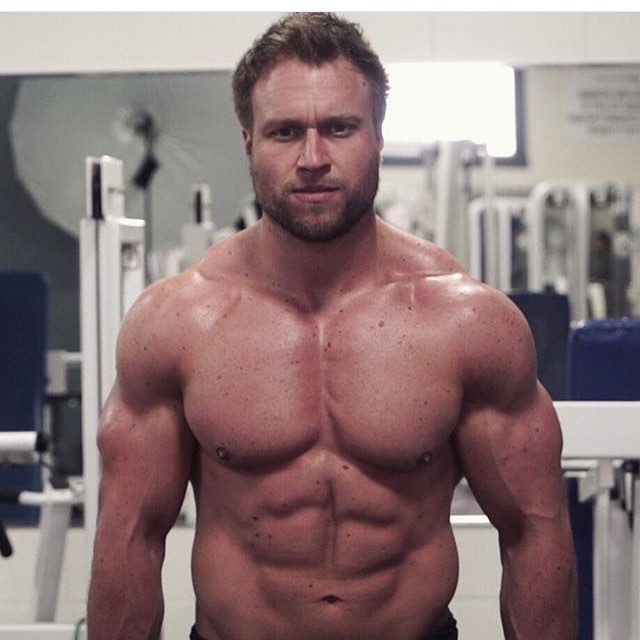
Furious Pete (* 1985)

- Furius Bibaculus, Marcus, römischer Dichter
- Furius Camillus, Lucius, römischer Konsul 338 und 325 v. Chr.
- Furius Camillus, Marcus († 37), römischer Konsul im Jahr 8
- Furius Crassipes, Marcus, römischer Prätor
- Furius Diomedes, Lucius, antiker römischer Toreut
- Furius Fusus, Agrippa, römischer Politiker
- Furius Fusus, Marcus, römischer Politiker
- Furius Hilarianus, römischer Offizier (Kaiserzeit)
- Furius Medullinus Fusus, Publius, römischer Politiker
- Furius Medullinus Fusus, Spurius (Konsul 481 v. Chr.), römischer Politiker
- Furius Medullinus Fusus, Spurius (Konsul 464 v. Chr.), römischer Politiker
- Furius Medullinus, Lucius, Konsulartribun 432 v. Chr.
- Furius Medullinus, Lucius (Konsulartribun 381 v. Chr.), römischer Politiker
- Furius Medullinus, Lucius (Konsul 474 v. Chr.), römischer Politiker
- Furius Medullinus, Spurius, römischer Politiker
- Furius Octavius Secundus, Decimus, römischer Centurio
- Furius Pacilus Fusus, Gaius, römischer Politiker
- Furius Philus, Lucius, römischer Konsul 136 v. Chr.
- Furius Philus, Publius († 213 v. Chr.), römischer Konsul 223 v. Chr. und Zensor 214 v. Chr.
- Furius Philus, Publius, römischer Prätor
- Furius Purpureo, Lucius, römischer Politiker
- Furius Rusticus, Publius, römischer Offizier (Kaiserzeit)
- Furius Saturninus, Aulus, römischer Offizier
- Furius Victorinus, Titus, römischer Offizier (Kaiserzeit)
- Furius, Sextus, römischer Politiker
- Furius, Spurius, römischer Politiker

### Furj
- Furjan, Matic (* 1998), slowenischer Fußballspieler

### Furk
- Fürk, Benedikt (* 1988), deutscher Hockeyspieler
- Fürk-Hochradl, Doris (* 1981), österreichische Schriftstellerin
- Furka, Árpád (* 1931), ungarischer Chemiker
- Furkan, Ertuğrul (* 1989), türkischer Fußballtorhüter
- Furkel, Friedrich Felix (1771–1840), deutscher Verwaltungsjurist und erster Landrat des Kreises Wetzlar
- Furkel, Georg (1863–1945), deutscher Kameramann und Pionier der europäischen Kinematographie
- Furkert, Alf (* 1965), deutscher Architekt und Denkmalpfleger

### Furl
- Furla, George (* 1960), US-amerikanischer Filmproduzent
- Furlan, Angelo (* 1977), italienischer Radrennfahrer
- Furlan, Antônio (* 1973), brasilianischer Arzt und Politiker
- Furlan, Giorgio (* 1966), italienischer Radsportler
- Furlan, Jessica (* 1990), kanadische Hindernisläuferin
- Furlan, Luigi (* 1963), italienischer Radrennfahrer
- Furlan, Marco (* 1960), italienischer Terrorist (Gruppe Ludwig)
- Furlan, Matteo (* 1989), italienischer Schwimmer
- Furlan, Mira (1955–2021), jugoslawische SchauspielerinMira Furlan (1955–2021)

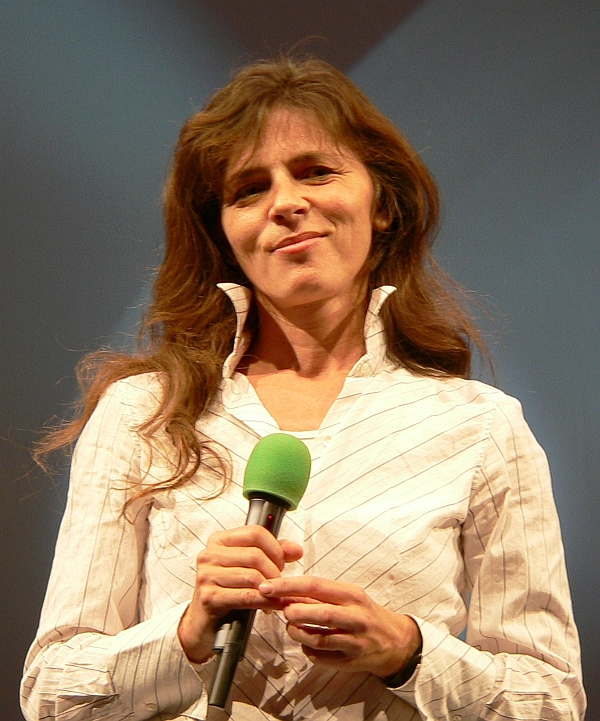
Mira Furlan (1955–2021)

- Furlan, Rate (1911–1989), italienischer Filmregisseur und Schauspieler
- Furlan, Renzo (* 1970), italienischer Tennisspieler und -trainer
- Furlanetto, Bonaventura (1738–1817), italienischer Komponist
- Furlanetto, Ferruccio (* 1949), italienischer Opernsänger (Bassbariton)
- Furlanetto, Giuseppe (1775–1848), italienischer Philologe und Archäologe
- Furlani, Caroline (* 1847), österreichische Theaterschauspielerin
- Furlani, Erika (* 1996), italienische Hochspringerin
- Furlani, Mattia (* 2005), italienischer Leichtathlet
- Furlanis, Carlo (1939–2013), italienischer Fußballspieler
- Furlano, Raoul (* 1963), Schweizer Politiker (LDP)
- Fürle, Alwin (* 1939), deutscher Mediziner
- Fürle, Brigitte (* 1960), österreichische Theaterwissenschaftlerin und Romanistin, Künstlerische Leiterin des Festspielhaus St. Pölten
- Fürleger, Christoph (* 1984), deutscher Trainer
- Furler, Addi (1933–2000), deutscher Sportjournalist
- Furler, Hans (1904–1975), deutscher Politiker (CDU), MdB, MdEPHans Furler (1904–1975)

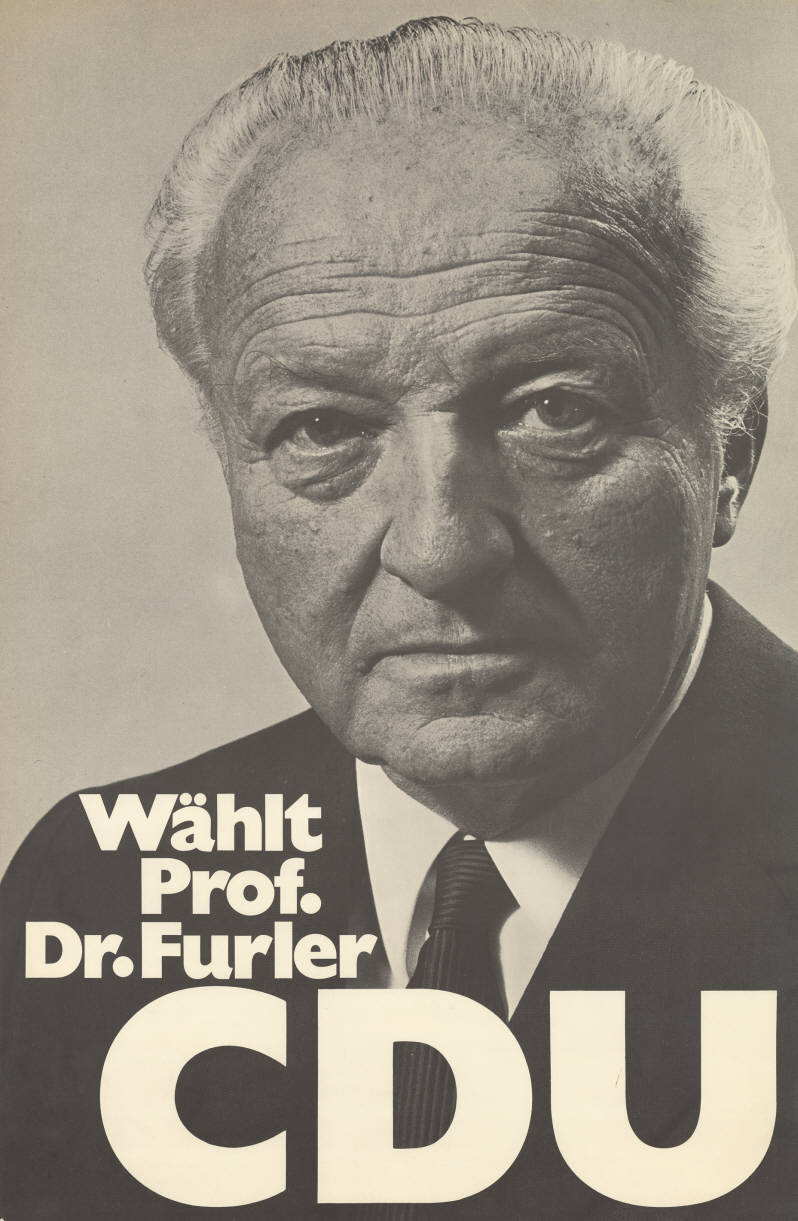
Hans Furler (1904–1975)

- Furley, David J. (1922–2010), britischer Klassischer Philologe
- Furley, William D. (* 1953), britisch-deutscher Klassischer Philologe (Schwerpunkt Gräzistik)
- Fürlinger, Ernst (* 1962), katholischer Theologe und Religionswissenschaftler
- Fürlinger, Klaus (* 1965), österreichischer Politiker (ÖVP) und Rechtsanwalt, Mitglied im Österreichischen Bundesrat
- Fürlinger, Wolfgang (1933–2019), österreichischer Hochschullehrer, Organist und Komponist
- Furlong, Alice (1871–1946), irische Autorin, Dichterin und politische Aktivistin
- Furlong, Edward (* 1977), US-amerikanischer SchauspielerEdward Furlong (* 1977)
- Furlong, Eileen, irische Biologin

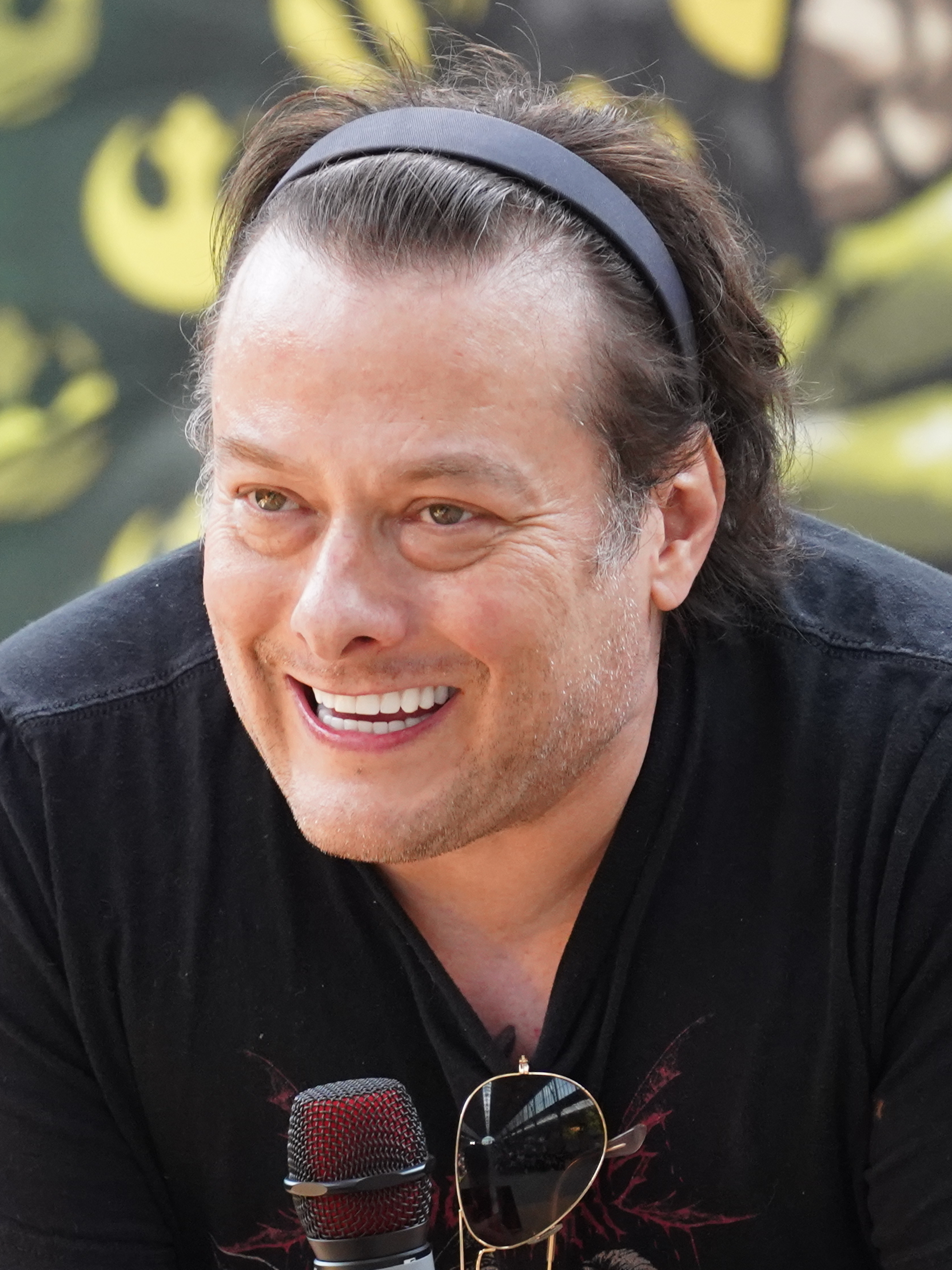
Edward Furlong (* 1977)

- Furlong, Grant (1886–1973), US-amerikanischer Politiker
- Furlong, John (1933–2008), US-amerikanischer Schauspieler
- Furlong, Noel (1937–2021), irischer Unternehmer und Pokerspieler
- Furlong, Philip Joseph (1892–1989), US-amerikanischer römisch-katholischer Geistlicher, Weihbischof im US-amerikanischen Militärordinariat
- Furlong, Rob (* 1976), kanadischer Soldat
- Furlong, Tadhg (* 1992), irischer Rugbyspieler
- Furlow, Allen J. (1890–1954), US-amerikanischer Politiker

### Furm
- Furman, Ashrita (* 1954), US-amerikanischer Rekordbrecher
- Furman, Ben (* 1953), finnischer Psychiater und Psychotherapeut
- Furman, Brad (* 1975), US-amerikanischer Filmregisseur und Filmproduzent
- Furman, Dean (* 1988), südafrikanischer Fußballspieler
- Furman, Dominik (* 1992), polnischer Fußballspieler
- Furman, Erna (1926–2002), US-amerikanische Kinderanalytikerin mit österreichischem und jüdischen Hintergrund
- Furman, Ezra (* 1986), amerikanischer Musiker und Songwriter
- Furman, Greg (* 1989), US-amerikanischer Schauspieler, Drehbuchautor und Filmschaffender
- Furman, Jan, polnischer Skispringer
- Furman, Jason (* 1970), US-amerikanischer Wirtschaftswissenschaftler
- Furman, Konstantin (* 1976), ukrainischer Basketballspieler
- Furman, Roy E. (1901–1977), US-amerikanischer Politiker
- Furman, Semjon Abramowitsch (1920–1978), sowjetischer Schachgroßmeister
- Furmanavičius, Gintaras Jonas (* 1961), litauischer Manager und Politiker von Kaunas
- Furmanek, Katarzyna (* 1996), polnische Hammerwerferin
- Fürmann, Benno (* 1972), deutscher Schauspieler und SynchronsprecherBenno Fürmann (* 1972)

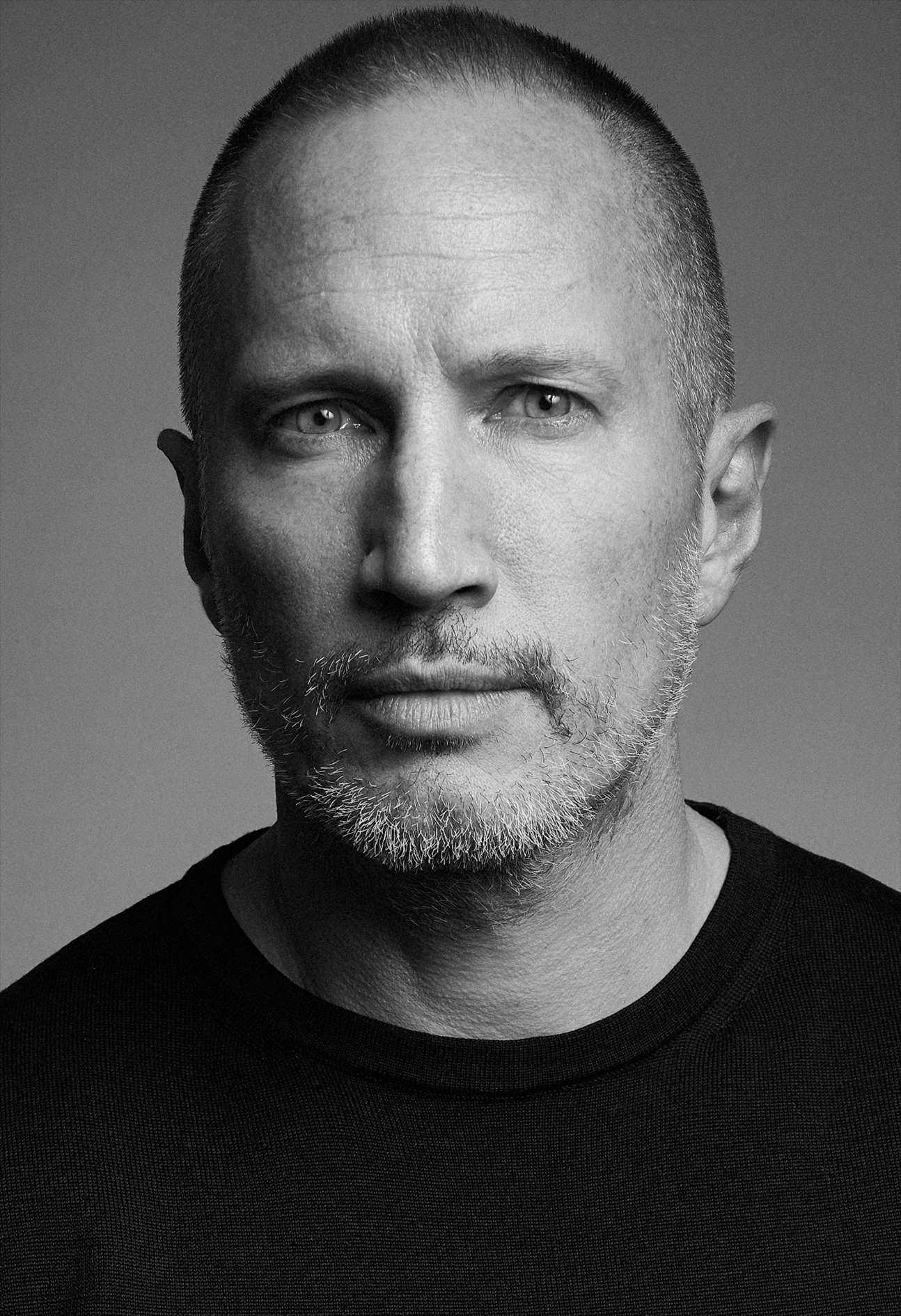
Benno Fürmann (* 1972)

- Furmanovsky, Jill (* 1953), britische Fotografin
- Furmanow, Dmitri Andrejewitsch (1891–1926), sowjetischer Schriftsteller
- Fürmeier, Georg (* 1962), deutscher Freestyle-Skisportler
- Furmen, Imre (1933–2021), ungarischer Radrennfahrer

### Furn
- Furnace, Sam (1954–2004), US-amerikanischer Jazzmusiker
- Furnadshiew, Nikola (1903–1968), bulgarischer Lyriker
- Furnas, Doug (1959–2012), US-amerikanischer Wrestler und Gewichtheber
- Furnas, Robert Wilkinson (1824–1905), US-amerikanischer Politiker
- Fürnberg, Alena (* 1947), deutsche Sprechwissenschaftlerin und Sprecherzieherin
- Fürnberg, Friedl (1902–1978), österreichischer Politiker
- Fürnberg, Joseph von (1742–1799), Industrieller im Waldviertel (Niederösterreich)
- Fürnberg, Louis (1909–1957), deutscher Schriftsteller, Dichter und Musiker jüdischer AbstammungLouis Fürnberg (1909–1957)

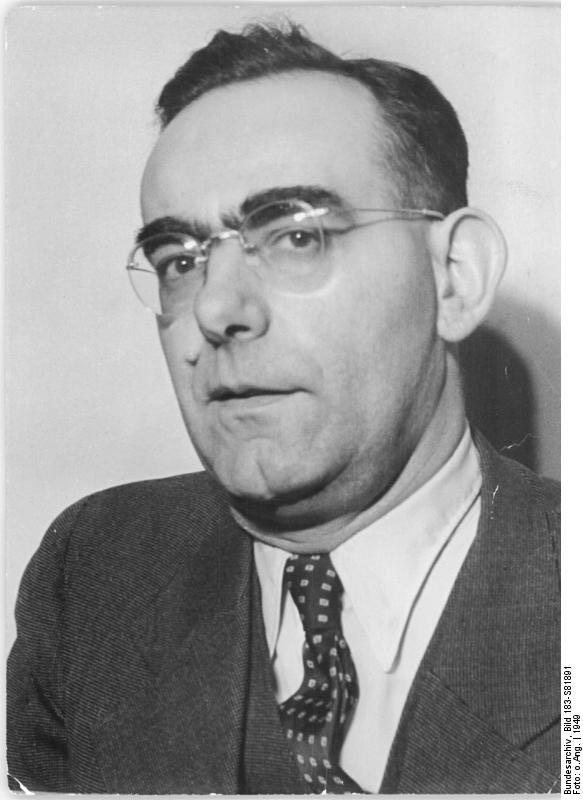
Louis Fürnberg (1909–1957)

- Furneaux, Constance (* 1916), britische Mittelstreckenläuferin
- Furneaux, Eleanor (* 1993), britische Skeletonpilotin
- Furneaux, Kylie (* 1973), australische Stuntwoman und Schauspielerin
- Furneaux, Tobias (1735–1781), britischer Forschungsreisender
- Furneaux, Yvonne (1926–2024), französische Schauspielerin
- Fürneisen, Bodo (* 1950), deutscher Filmregisseur und Drehbuchautor
- Furnell, Jim (* 1937), englischer Fußballtorhüter
- Furner, Luke (1837–1912), australischer Politiker, Abgeordneter und Minister
- Furness, Betty (1916–1994), US-amerikanische Filmschauspielerin und Journalistin
- Furness, Caroline Ellen (1869–1936), amerikanische Astronomin
- Furness, Deborra-Lee (* 1955), australische SchauspielerinDeborra-Lee Furness (* 1955)

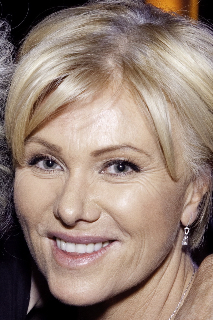
Deborra-Lee Furness (* 1955)

- Furness, Evan (* 1998), französischer Tennisspieler
- Furness, Frank (1839–1912), amerikanischer Architekt des Historismus
- Furness, Horace Howard (1833–1912), US-amerikanischer Literaturwissenschaftler
- Furness, Rachel (* 1988), nordirische Fußballspielerin
- Furness, Stephen (1902–1974), britischer Politiker, Unterhausabgeordneter
- Furness, Thelma, Viscountess Furness (1904–1970), US-amerikanische Schauspielerin, High-Society Lady und Mätresse des späteren Königs Eduard VIII. von Großbritannien
- Furness, William Henry (1802–1896), US-amerikanischer unitarischer Theologe, Liederdichter und Abolitionist
- Furness, William Henry (1827–1867), US-amerikanischer Porträtmaler der Düsseldorfer Schule
- Furnière, Georges (1926–1990), belgischer Radrennfahrer
- Furnière, Romain (* 1943), belgischer Radrennfahrer
- Furnigow, Christo (* 1966), bulgarischer Boxer
- Furnish, David (* 1962), kanadischer Filmproduzent und Regisseur
- Furniss, Bruce (* 1957), US-amerikanischer Schwimmer
- Furniss, Harry (1854–1925), britischer Karikaturist, Illustrator und Autor
- Furniss, John (* 1935), britischer Kostümbildner
- Furniss, Paul (* 1944), australischer Jazzmusiker (Klarinette, Saxophon, Komposition)
- Furniss, Steve (* 1952), US-amerikanischer Schwimmer
- Fürniss, Tilman (* 1948), deutscher Psychiater
- Fürniß, Wolfgang (1944–2017), deutscher Politiker (CDU)
- Furnius, antiker römischer Silberschmied
- Furnius, Gaius, römischer Konsul 17 v. Chr.
- Furnius, Gaius, römischer Politiker und Redner
- Furnivall, Thomas de, 1. Baron Furnivall († 1332), politischer Ratgeber des englischen Königs
- Fürnkäs, Josef (* 1948), deutscher Komparatist und Hochschullehrer
- Fürnkranz, Georg (* 1963), österreichischer Politiker (FPÖ), Landtagsabgeordneter
- Fürnkranz, Heinrich (1828–1896), österreichischer Eisenhändler
- Fürnkranz, Simone (* 1979), österreichische Triathletin
- Fürnkranz-Prskawetz, Alexia (* 1966), österreichische Hochschullehrerin, Professorin für Mathematische Ökonomie
- Furno, Carlo (1921–2015), italienischer Geistlicher, Diplomat und Kardinal der römisch-katholischen Kirche, Großmeister des Ritterordens vom Heiligen Grab zu Jerusalem
- Furno, Giovanni (1748–1837), italienischer Komponist und Musikpädagoge
- Fürnrohr, August Emanuel (1804–1861), deutscher Botaniker und Naturhistoriker
- Fürnrohr, Otto (1885–1976), deutscher Landrat
- Fürnrohr, Walter (1925–2021), deutscher Historiker und Geschichtsdidaktiker
- Fürnschuss, Patrick (* 1971), österreichischer Fußballspieler
- Fürnsinn, Maximilian (* 1940), österreichischer Ordensgeistlicher, Propst des Stiftes HerzogenburgMaximilian Fürnsinn (* 1940)

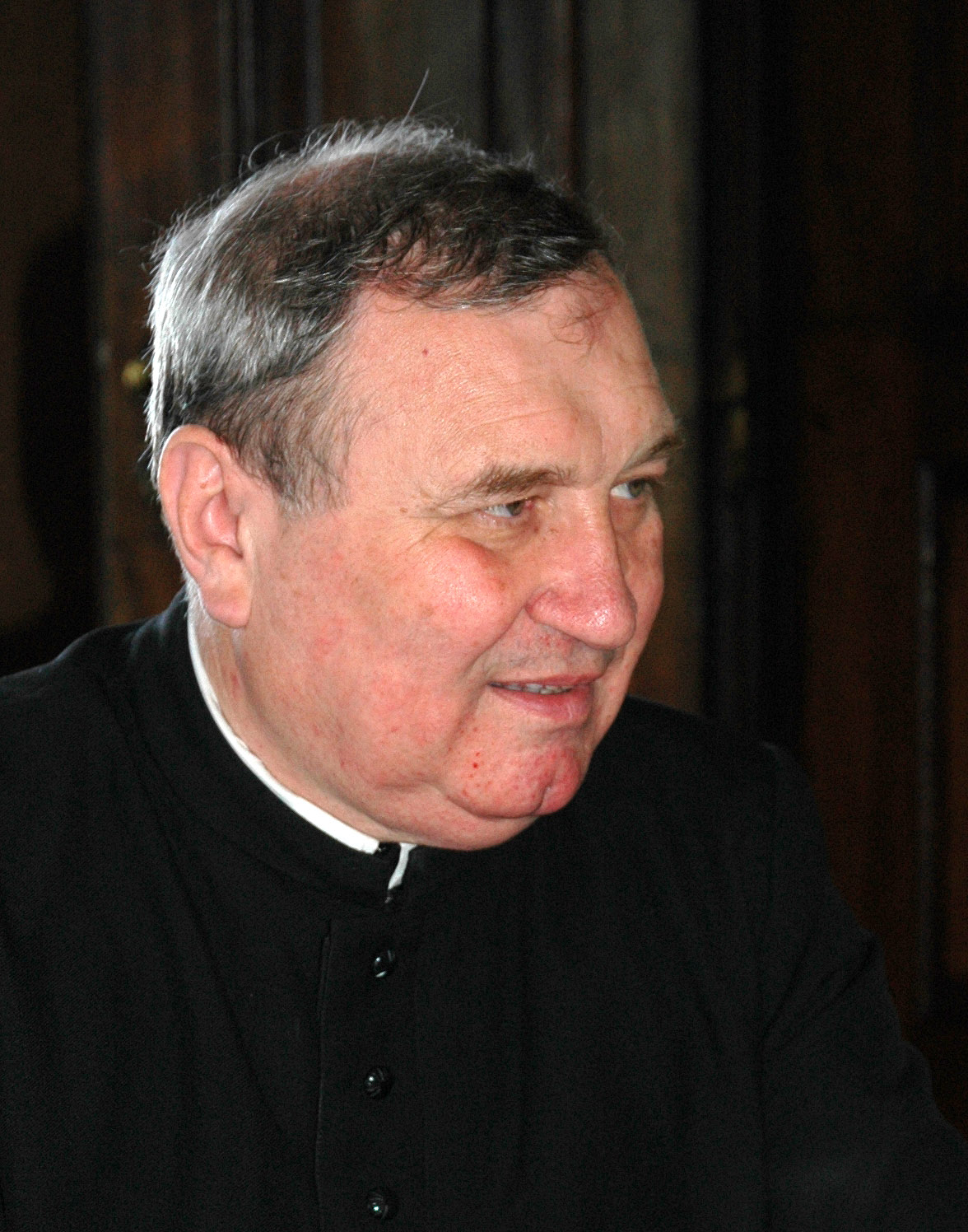
Maximilian Fürnsinn (* 1940)

- Fürnstein, Anton (1783–1841), deutscher Naturdichter
- Fürntrath-Moretti, Adelheid (* 1958), österreichische Politikerin (ÖVP), Abgeordneter zum Nationalrat
- Fürntratt, Magdalena (* 1999), österreichische Musikerin und Komponistin
- Fürntratt-Kloep, Ernst (1938–2007), deutscher Hochschullehrer, Psychologe

### Furo
- Furones, Miguel Ángel (1949–2021), spanischer Publizist und Schriftsteller
- Furore, Mario (* 1988), italienischer Politiker

### Furp
- Furphy, Joseph (1843–1912), australischer Schriftsteller

### Furq
- Furqat, Zokirjon (1858–1909), usbekischer Schriftsteller und Herausgeber

### Furr
- Furr, Grover (* 1944), US-amerikanischer Literaturwissenschaftler
- Furre, Berge (1937–2016), norwegischer Politiker, Mitglied des Storting, Historiker und Professor für Theologie
- Furreg, Lotte (1873–1961), österreichische Politikerin (GdP), Abgeordnete zum Nationalrat
- Furrer, Adolf (1873–1958), Schweizer Waffenkonstrukteur
- Furrer, Adolf (1897–1978), Schweizer Politiker (SP)
- Furrer, Adrian (* 1964), Schweizer Theaterschauspieler
- Furrer, Andreas (* 1963), Schweizer Rechtswissenschaftler
- Furrer, Andreas (* 1983), Schweizer Eishockeyspieler
- Furrer, Anna (1913–2025), Schweizer Supercentenarian
- Furrer, Art (* 1937), Schweizer Bergführer, Skilehrer und HotelierArt Furrer (* 1937)

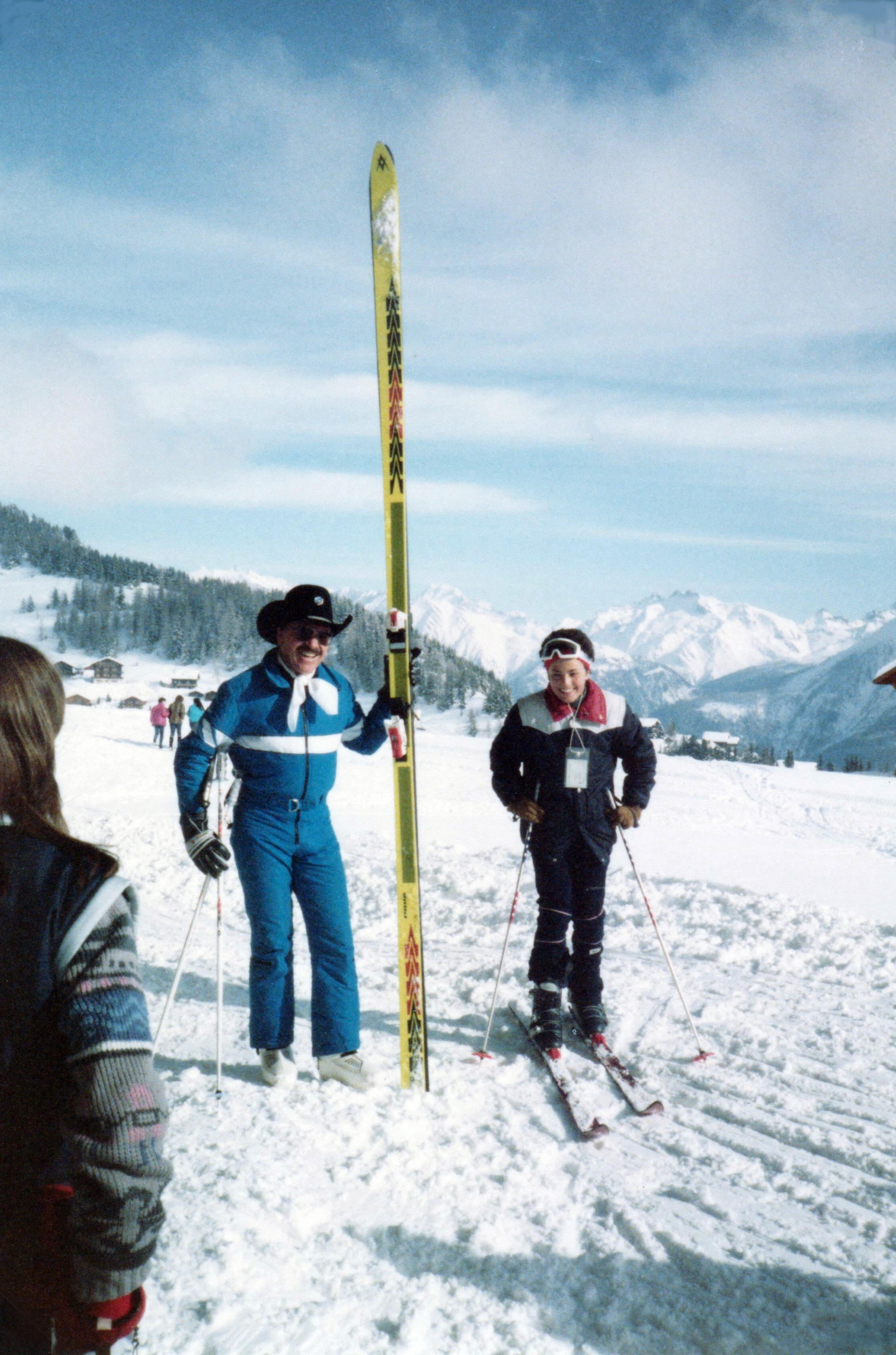
Art Furrer (* 1937)

- Furrer, Beat (* 1954), österreichischer Komponist und Dirigent Schweizer Herkunft
- Furrer, Bernhard (* 1943), Schweizer Architekt und Denkmalpfleger
- Furrer, Christian (* 1977), deutscher Schauspieler
- Furrer, Curdin (* 1991), Schweizer Unihockeyspieler
- Furrer, Daniel (* 1971), Politiker (CVP – Die Mitte Uri) des Schweizer Kantons Uri
- Furrer, Erich (* 1964), österreichischer Kabarettist und Schauspieler
- Furrer, Gerhard (1926–2013), Schweizer Geograph
- Furrer, Guillaume (* 2001), Schweizer Fußballspieler
- Furrer, Hans (* 1946), schweizerischer Sonderpädagoge, Erwachsenenbildner und Didaktiker
- Furrer, Hans Jörg, deutscher Behindertensportler
- Furrer, Jonas (1805–1861), Schweizer Politiker
- Furrer, Josef (1869–1925), Schweizer Politiker (KVP)
- Furrer, Konrad (1838–1908), Schweizer reformierter Geistlicher und Palästinaforscher
- Furrer, Markus (* 1996), Schweizer Unihockeyspieler
- Furrer, Mischa (* 2000), Schweizer Unihockeyspieler
- Furrer, Muriel (2006–2024), Schweizer RadrennfahrerinMuriel Furrer (2006–2024)

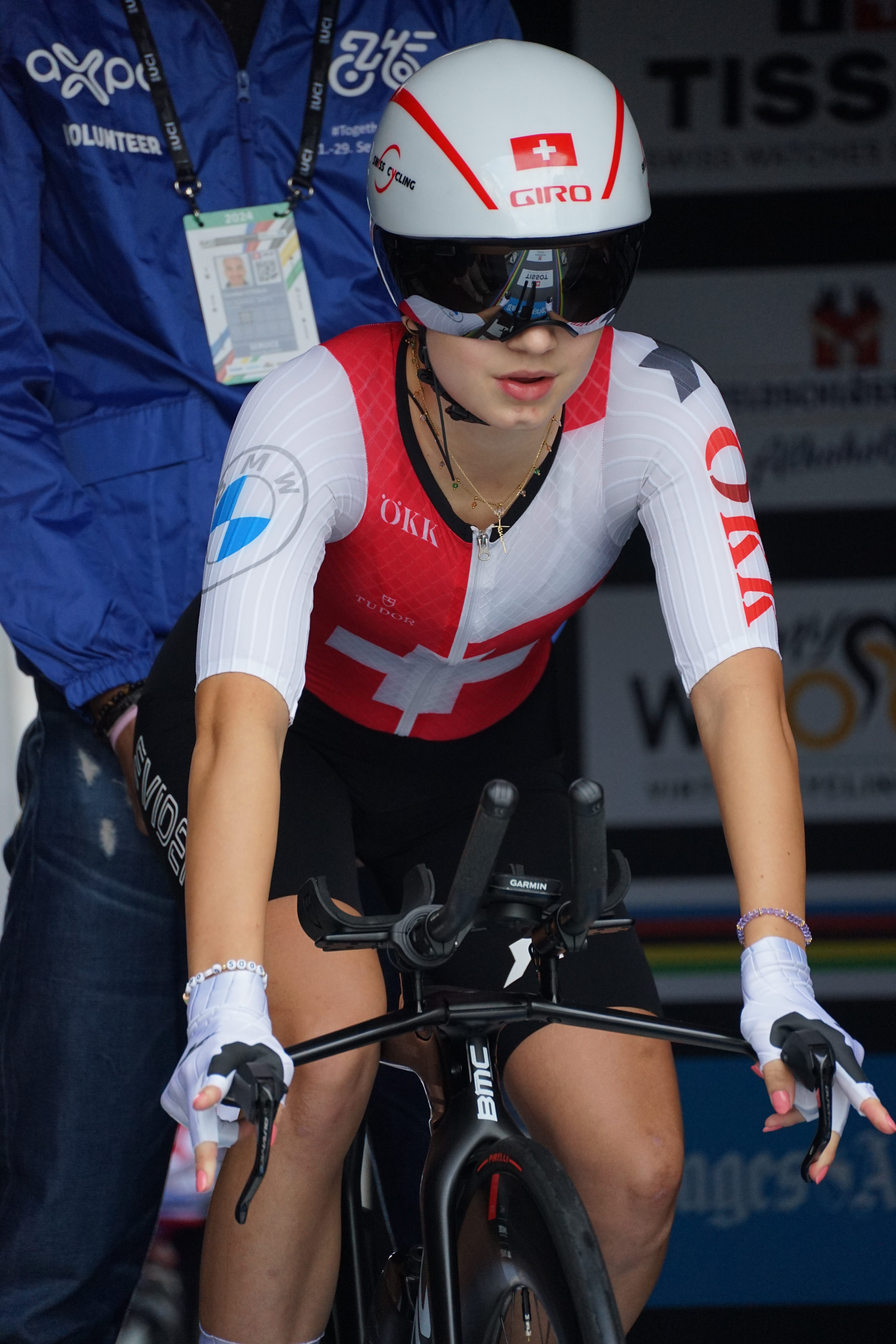
Muriel Furrer (2006–2024)

- Furrer, Otto (1903–1951), Schweizer Wintersportler, Mitbegründer des schweizerischen Wintersportortes Zermatt
- Furrer, Otto (* 1934), Schweizer Radrennfahrer
- Furrer, Paul (* 1963), Schweizer Politiker (SP)
- Furrer, Philippe (* 1985), Schweizer Eishockeyspieler
- Furrer, Reinhard (1940–1995), deutscher Astronaut, Physiker, PilotReinhard Furrer (1940–1995)

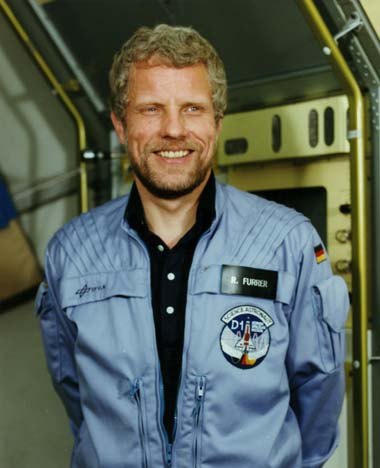
Reinhard Furrer (1940–1995)

- Furrer, Robert (1882–1962), Schweizer Zollbeamter
- Furrer, Robert (1904–1949), Schweizer Filmarchitekt und Bühnenbildner
- Furrer, Roger (* 1971), Schweizer Bahnradsportler
- Furrer, Roger (* 1984), Schweizer Golfer
- Furrer, Rolf (* 1966), Schweizer Bahnradsportler
- Furrer, Ronja (* 1992), Schweizer Model
- Furrer, Sigismund (1788–1865), Schweizer Historiograph und Provinzial der Schweizer Kapuziner
- Furrer, Sven (* 1971), Schweizer Moderator, Schauspieler und Kabarettist
- Furrer, Urs (1934–1975), schweizerisch-amerikanischer Kameramann
- Furrer, Walter (1870–1949), Schweizer Architekt und Kommunalpolitiker (DP)
- Furrer, Walter (1902–1978), Schweizer Komponist
- Furrer, Willi (1906–1985), Schweizer Elektroingenieur

### Furs

#### Fursa
- Fursa (* 567), irischer Geistlicher

#### Fursc
- Fursch-Madi, Emma (1847–1894), französische Sopranistin
- Furschtschik, Mejer Moissejewitsch (1886–1944), sowjetischer Philosoph

#### Furse
- Furse, Clara (* 1957), britische Managerin, Leiterin der Londoner Börse
- Furse, Elizabeth (1936–2021), US-amerikanische Politikerin
- Furse, Judith (1912–1974), britische Schauspielerin
- Furse, Katharine (1875–1952), britische Krankenschwester und Militärbeamtin
- Furse, Margaret (1911–1974), britische Kostümbildnerin
- Furse, Roger K. (1903–1972), britischer Kostüm- und Szenenbildner
- Fürsen, Cai Werner (1806–1862), Hardesvogt
- Fürsen, Ernst Georg Joachim (1754–1833), Hardesvogt und dänischer Etatsrat
- Fürsen, Ernst Joachim (* 1942), deutscher Rechtsanwalt und Notar
- Fürsen, Joachim (1717–1778), königlich dänischer Leibmedikus und Physikus
- Fürsen, Johann Nikolaus (1757–1817), Bürgermeister und königlich dänischer Justizrat
- Fürsen, Johannes (1606–1673), deutscher evangelischer Theologe
- Fürsen-Bachmann, Johann Nikolaus (1798–1894), deutscher Oberst
- Fursenko, Andrei Alexandrowitsch (* 1949), russischer Politiker
- Furset, Arve (* 1964), norwegischer Jazzpianist und -keyboarder, Komponist und Musikproduzent
- Furseth, Erik (* 1964), norwegischer Fußballspieler

#### Fursi
- Fürsich, Franz (* 1947), deutscher Paläontologe

#### Furso
- Fursow, Wjatscheslaw Wiktorowitsch (* 1954), sowjetisch-russischer Geher

#### Furst
- Fürst, regionaler Herrscher im südöstlichen Polen
- Fürst und Kupferberg, Maximilian von (1717–1790), königlich preußischer Großkanzler
- Fürst, Albert (1920–2014), deutscher Maler
- Fürst, Alfons (* 1961), deutscher, römisch-katholischer Theologe
- Fürst, Ansgar (1930–2023), deutscher Journalist, Chefredakteur und Buchautor
- Fürst, Anton (1940–2024), österreichischer Politiker (ÖVP), Stadtrat in Wien, Mitglied des Bundesrates
- Furst, Anton (1944–1991), US-amerikanischer Filmdesigner
- Fürst, Artur (1880–1926), deutscher Ingenieur und Schriftsteller
- Fürst, Bernhard (* 1954), deutscher Generalmajor, Kommandeur der 2. Luftwaffendivision
- Fürst, Carl Gerold (1933–2012), österreichischer Kirchenrechtler
- Fürst, Carl Magnus (1854–1935), schwedischer Mediziner und Hochschullehrer
- Fürst, Chajim (1580–1653), Kaufmann und Gemeindevorsteher in Hamburg
- Fürst, Christiane (* 1985), deutsche Volleyball-Nationalspielerin
- Fürst, Dietrich (1940–2024), deutscher Wirtschaftswissenschaftler und Raumplaner
- Fürst, Edmund (1874–1955), deutscher Maler, Radierer und Illustrator
- Fürst, Elisabeth (1904–1989), deutsche Schriftstellerin und Dichterin
- Fürst, Else (1873–1943), deutsche Bildhauerin und Medailleurin
- Fürst, Erika (* 1913), deutsche Politikerin (SPD/SED)
- Fürst, Ernst von, Burgvogt von Tübingen
- Fürst, Ferdinand (1851–1918), deutscher Richter und Politiker
- Fürst, Franz (1920–2005), österreichischer Politiker (SPÖ), Landtagsabgeordneter
- Fürst, Franz F. (1900–1979), deutscher Filmarchitekt
- Fürst, Fritz (1891–1954), deutscher Fußballspieler
- Fürst, Gebhard (* 1948), deutscher Geistlicher, römisch-katholischer BischofGebhard Fürst (* 1948)

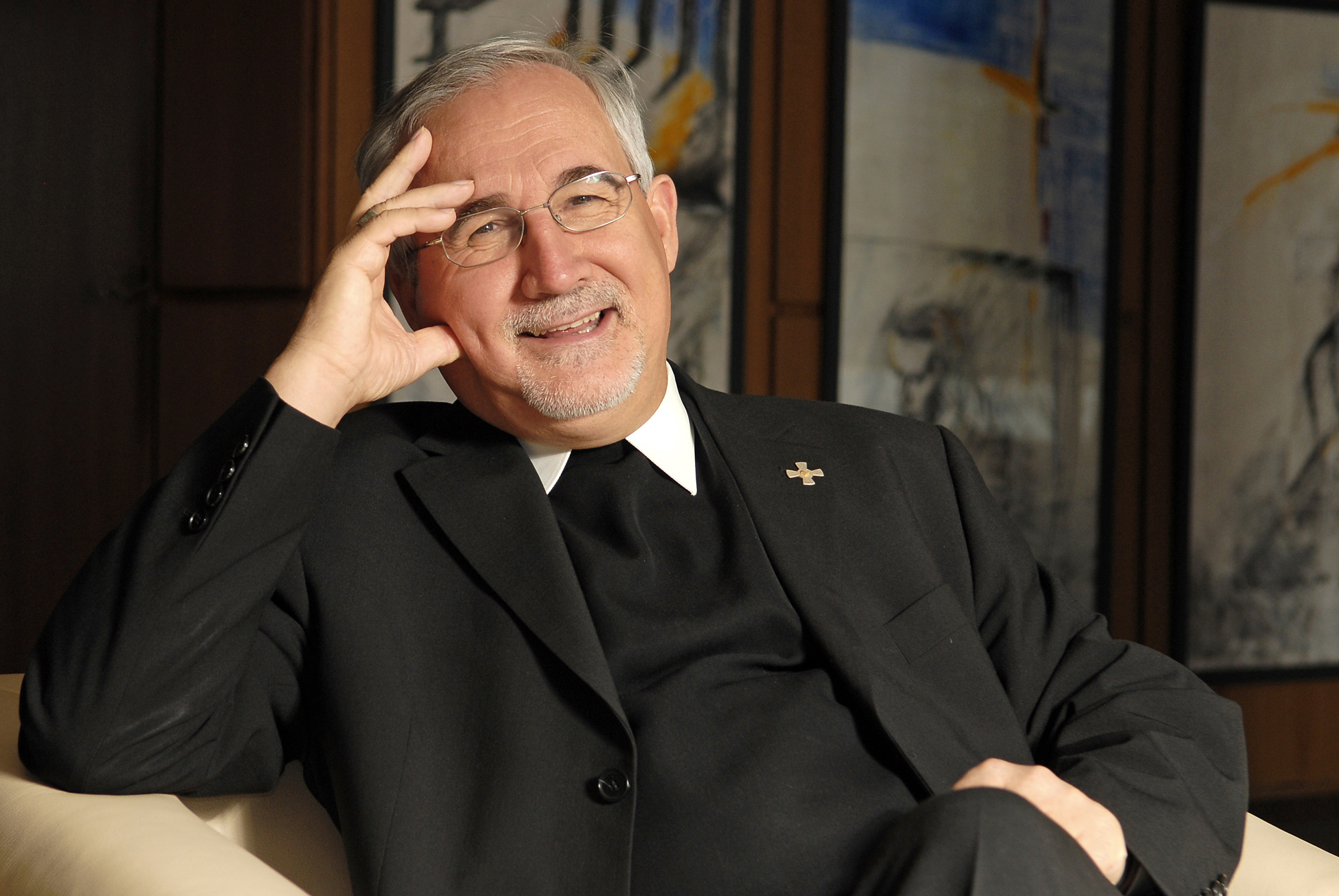
Gebhard Fürst (* 1948)

- Fürst, Georg (1870–1936), deutscher Komponist, bayerischer Militärmusiker
- Fürst, Gerhard (1897–1988), deutscher Beamter, Präsident des Statistischen Bundesamtes sowie Bundeswahlleiter
- Furst, Griff (* 1981), US-amerikanischer Schauspieler und FilmregisseurGriff Furst (* 1981)

Griff Furst (* 1981)

- Fürst, Gustav Gerson (1840–1918), deutscher Maler und Dekorationskünstler
- Fürst, Hans (1902–1968), Schweizer Jurist und Politiker (FDP)
- Fürst, Hans (1909–2001), deutscher Chemiker
- Fürst, Heinrich (1907–2001), deutscher Schauspieler bei Bühne und Fernsehen
- Fürst, Helena (* 1974), deutsche staatlich geprüfte Betriebswirtin und Fernsehprotagonistin
- Fürst, Helmut (1922–2012), deutscher Unternehmer und Überlebender des Holocaust
- Fürst, Hermann von (1837–1917), deutscher Forstwissenschaftler und Direktor der Forstlichen Hochschule Aschaffenburg
- Fürst, Holger, deutscher Basketballspieler
- Fürst, Irmgard (1964–2025), deutsche Politikerin (SPD), MdL
- Fürst, János (1935–2007), ungarischer Dirigent
- Fürst, Jeanne (* 1961), Schweizer Ärztin, Moderatorin und Unternehmerin
- Fürst, Johann (1825–1882), österreichischer Schauspieler und Theaterdirektor
- Fürst, Johann Evangelist (1784–1846), deutscher Pomologe, Aufklärer und Autor
- Fürst, Johann Zacharias († 1701), deutscher Mediziner und Leibarzt des Kurfürsten von Trier
- Fürst, Jörg (* 1969), deutscher Theaterregisseur und -autor
- Fürst, Josef (1863–1940), deutscher Buchdrucker, Zeitungsverleger und Gastwirt
- Fürst, Josef (1870–1942), deutscher Priester und Politiker
- Fürst, Joseph (1794–1859), deutscher Kaufmann und Schriftsteller
- Fürst, Joseph (1916–2005), österreichischer Schauspieler
- Fürst, Juliane (* 1973), deutsch-britische Historikerin
- Fürst, Julius (1805–1873), deutscher Orientalist
- Fürst, Julius (1826–1899), deutscher Rabbiner, Hebraist und Schriftsteller
- Fürst, Julius (1861–1938), deutscher Maler, Grafiker, Illustrator
- Fürst, Karl Franz (1906–1983), österreichischer akademischer Maler und Zeichner
- Fürst, Konrad von, Burgvogt von Tübingen
- Fürst, Kunigunde (* 1944), österreichische Ordensschwester
- Fürst, Laura (* 1991), deutsche Rollstuhlbasketballspielerin
- Fürst, Leonie (1912–1996), deutsche Ärztin
- Fürst, Livius (1840–1907), deutscher Pädiater, Kinderneurologe und Märchenautor
- Fürst, Lorenz Levin Salomon (1763–1849), Kaufmann und Inhaber eines Handelshauses in Hamburg
- Furst, Louis (1817–1891), französisch-deutscher Architekt
- Fürst, Magdalena (1652–1717), deutsche Blumenmalerin und Koloristin
- Fürst, Manfred (1895–1973), deutscher Schauspieler
- Fürst, Marcel (* 1993), deutscher Footballspieler
- Fürst, Mathias (1797–1865), österreichischer Kaufmann und Politiker, Landtagsabgeordneter
- Fürst, Max (1846–1917), deutscher Maler
- Fürst, Max (1905–1978), deutscher Schriftsteller
- Fürst, Michael, deutscher Politiker
- Fürst, Michael (* 1947), deutscher Rechtsanwalt und NotarMichael Fürst (* 1947)

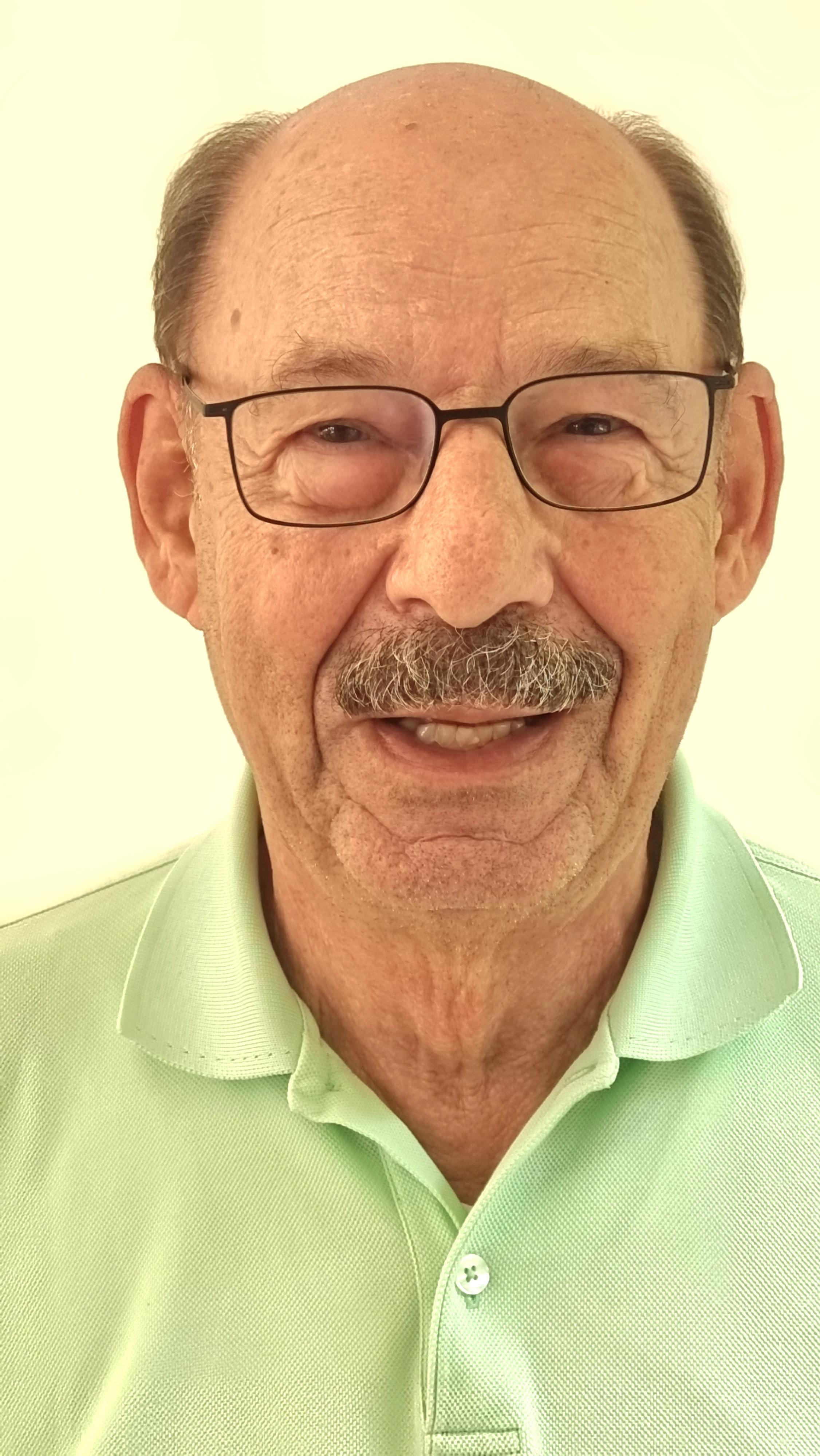
Michael Fürst (* 1947)

- Fürst, Moritz (1865–1942), deutscher Dermato-Venerologe und Urologe
- Fürst, Moses (1747–1801), dänischer Unternehmer und Schwager von Moses Mendelssohn
- Fürst, Moses Israel (* 1617), deutsch-jüdischer Kaufmann
- Fürst, Naftali (* 1932), slowakisch-israelischer Zeitzeuge und Holocaustüberlebender
- Furst, Nathan (* 1978), US-amerikanischer Filmkomponist
- Fürst, Nikolai Nathan († 1857), dänisch-deutscher Schriftsteller und Publizist
- Fürst, Paul († 1666), Nürnberger Verleger, Kunst- und Buchhändler
- Fürst, Paul (1856–1941), österreichischer Konditor, Erfinder der Mozartkugel
- Fürst, Paul Walter (1926–2013), österreichischer Komponist und Musiker
- Fürst, Paula (1894–1942), deutsche Pädagogin
- Fürst, Peter (1910–1998), deutsch-US-amerikanischer Journalist und Schriftsteller
- Fürst, Peter (1933–2021), Schweizer Maler, Eisenplastiker, Lithograf, Szenograf, Jazzmusiker und Galerist
- Fürst, Peter H. (1933–2018), österreichischer Fotograf
- Fürst, Philipp (1936–2014), deutscher Gerätturner
- Fürst, Raimund (1885–1968), österreichischer Fossiliensammler
- Fürst, Reinmar (1910–1991), deutscher Wirtschaftswissenschaftler
- Fürst, Roland (* 1961), Schweizer Politiker, Landammann von Solothurn
- Fürst, Roland (* 1969), österreichischer Sozialwissenschaftler und Politiker (SPÖ), Landtagsabgeordneter
- Fürst, Rosina Helena (1642–1709), deutsche Kunststickerin, Zeichnerin und Kupferstecherin
- Fürst, Rudolf (1868–1922), österreichischer Germanist und Literaturhistoriker
- Fürst, Sabine (* 1975), deutsche Schauspielerin
- Fürst, Siegfried (1887–1945), deutscher Landrat
- Fürst, Siegfried (* 1889), deutscher römisch-katholischer Kaufmann und Märtyrer jüdischer Herkunft
- Fürst, Sigge (1905–1984), schwedischer Schauspieler und Sänger
- Fürst, Silvia (* 1961), Schweizer Radsportlerin
- Furst, Stephen (1954–2017), US-amerikanischer Schauspieler, Film- und FernsehregisseurStephen Furst (1954–2017)

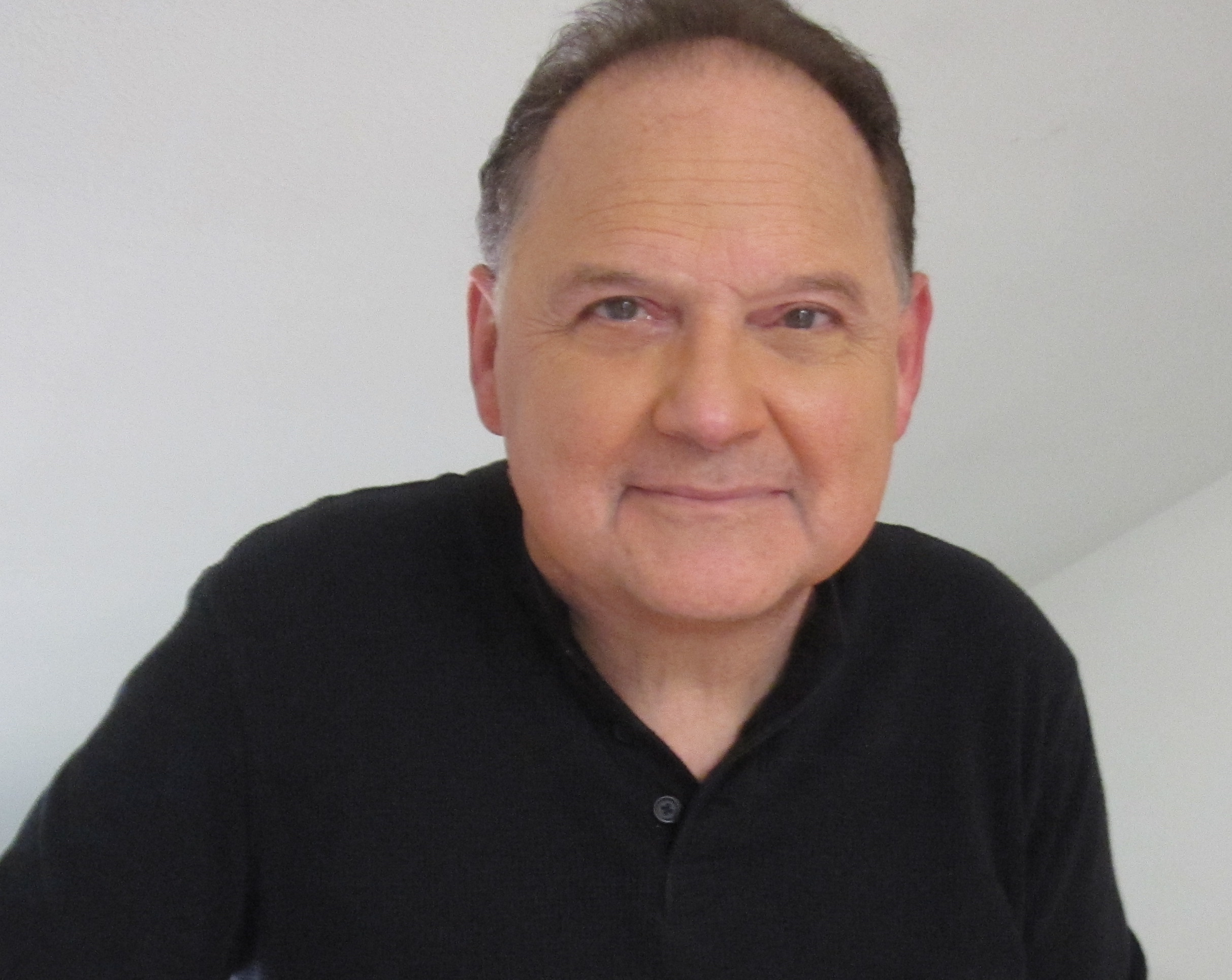
Stephen Furst (1954–2017)

- Fürst, Susanne (* 1969), österreichische Politikerin (FPÖ), Abgeordnete zum Nationalrat
- Fürst, Theo (1932–2011), deutscher Komponist und Chorleiter
- Fürst, Tinka (* 1988), deutsche Schauspielerin
- Fürst, Toni (1851–1873), österreichische Theaterschauspielerin
- Fürst, Vanessa (* 2001), deutsche Fußballspielerin
- Fürst, Veit von († 1515), Jurist, Universitätsrektor und Statthalter des Reichslehens von Modena
- Fürst, Walter, Schweizer Bauernführer
- Fürst, Walter (1940–2021), deutscher katholischer Seelsorger, Priester und Pastoraltheologe
- Fürst, Walther (1912–2009), deutscher Jurist und Präsident des Bundesverwaltungsgerichts (BVerwG)
- Fürst, Wilhelm (1879–1939), deutscher Archivar
- Fürst-Diery, Mechthild (* 1942), deutsche Politikerin (CDU)
- Fürstaller, Christian (* 1964), österreichischer Fußballspieler und Unternehmer
- Fürstaller, Markus (* 1975), österreichischer Fußballspieler und Trainer
- Fürstauer, Johanna (1931–2018), österreichische Autorin und Herausgeberin
- Fürstauer, Niki (* 1980), österreichisch-libanesischer Skirennläufer
- Fürste, Moritz (* 1984), deutscher HockeyspielerMoritz Fürste (* 1984)

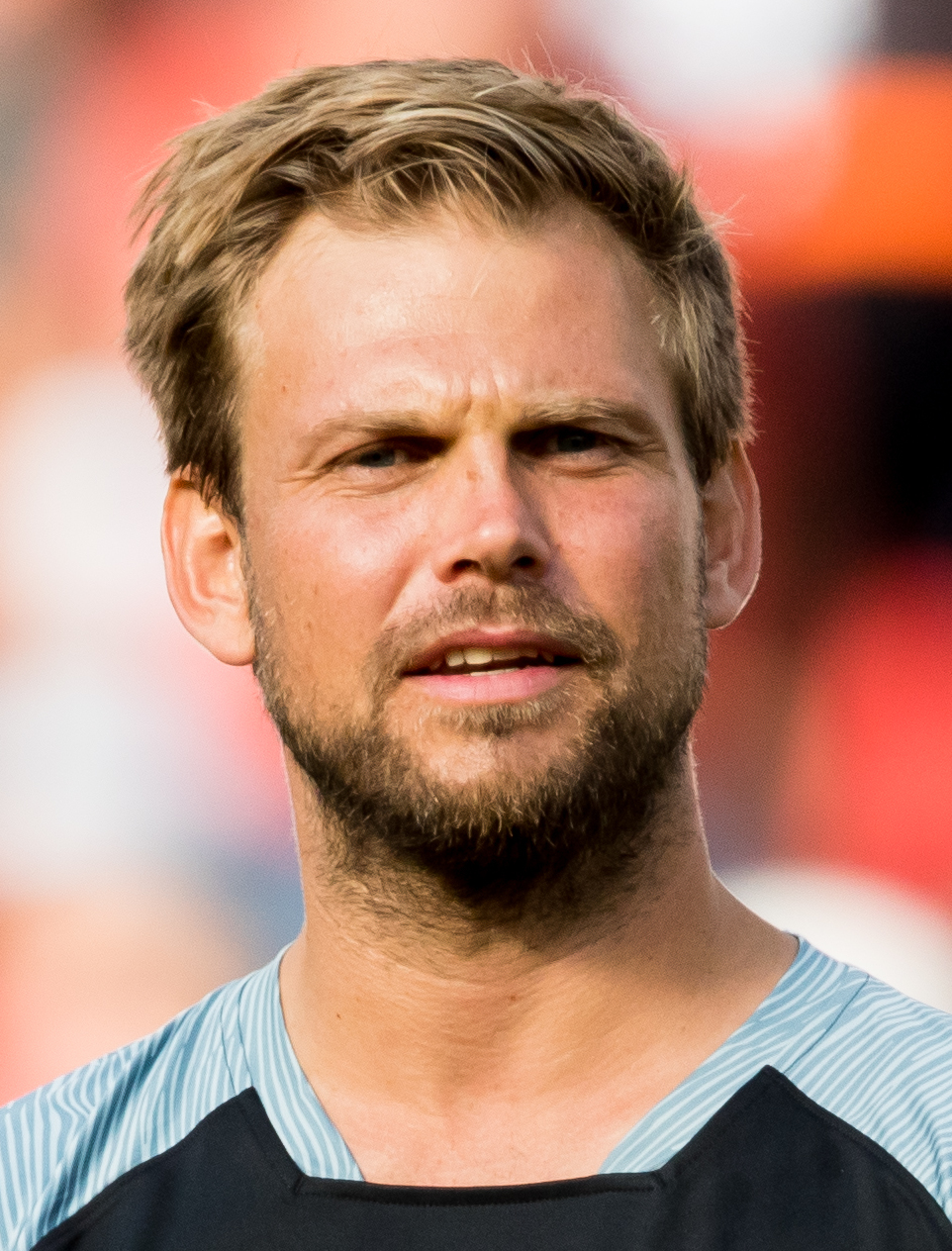
Moritz Fürste (* 1984)

- Fürstenau, Anton (1593–1653), deutscher Kaufmann und Diplomat
- Fürstenau, Anton Bernhard (1792–1852), deutscher Flötist und Komponist
- Fürstenau, Eduard (1862–1938), deutscher Architekt und preußischer Baubeamter
- Fürstenau, Emil (1865–1930), sächsischer Generalmajor
- Fürstenau, Hermann (1868–1928), deutscher Richter und Rechtswissenschaftler
- Fürstenau, Johann Friedrich (1724–1751), deutscher Mediziner
- Fürstenau, Johann Gerhard (1686–1764), deutscher Kaufmann und Ratsherr der Hansestadt Lübeck
- Fürstenau, Johann Hermann (1688–1756), deutscher Mediziner und Hochschullehrer
- Fürstenau, Karl Gottfried (1734–1803), deutscher Ökonom und Philosoph
- Fürstenau, Kaspar (1772–1819), deutscher Musiker
- Fürstenau, Moritz (1824–1889), deutscher Flötist und Musikhistoriker
- Fürstenau, Peter (1930–2021), deutscher Psychoanalytiker, Psychotherapeut und Autor
- Fürstenau, Sara (* 1967), deutsche Bildungsforscherin
- Fürstenau, Walter (1898–1973), deutscher Postbeamter, Zeichner und Karikaturist
- Fürstenberg, Adelina von (* 1946), Schweizer freie Kuratorin
- Fürstenberg, Adolphus (1908–1988), deutscher Geistlicher, römisch-katholischer Bischof
- Fürstenberg, Andreas von (1663–1738), deutsch-baltischer Offizier in schwedischen Diensten, zuletzt Generalmajor, Landrat von Schwedisch-Vorpommern und Kurator der Universität Greifswald
- Fürstenberg, Anna von († 1626), Äbtissin des Klosters Oelinghausen
- Fürstenberg, Carl (1850–1933), deutscher Bankier
- Fürstenberg, Caspar Dietrich von (1615–1675), deutscher Kanoniker (zuletzt Dompropst in Mainz), Alchemist, Kavallerieobrist, Künstler
- Fürstenberg, Christian Franz Dietrich von (1689–1755), Domherr, Reichshofrat und Erbdrost
- Fürstenberg, Clemens Lothar Ferdinand von (1725–1791), Sohn von Christian Franz Dietrich von Fürstenberg-Herdringen und Maria Anna Theresia Agnes Luise von Hochsteden
- Fürstenberg, Cordula von († 1561), Äbtissin von Geseke
- Fürstenberg, Cornelia von (* 1983), deutsche Schauspielerin
- Fürstenberg, Diane von (* 1946), belgisch-amerikanische ModeschöpferinDiane von Fürstenberg (* 1946)

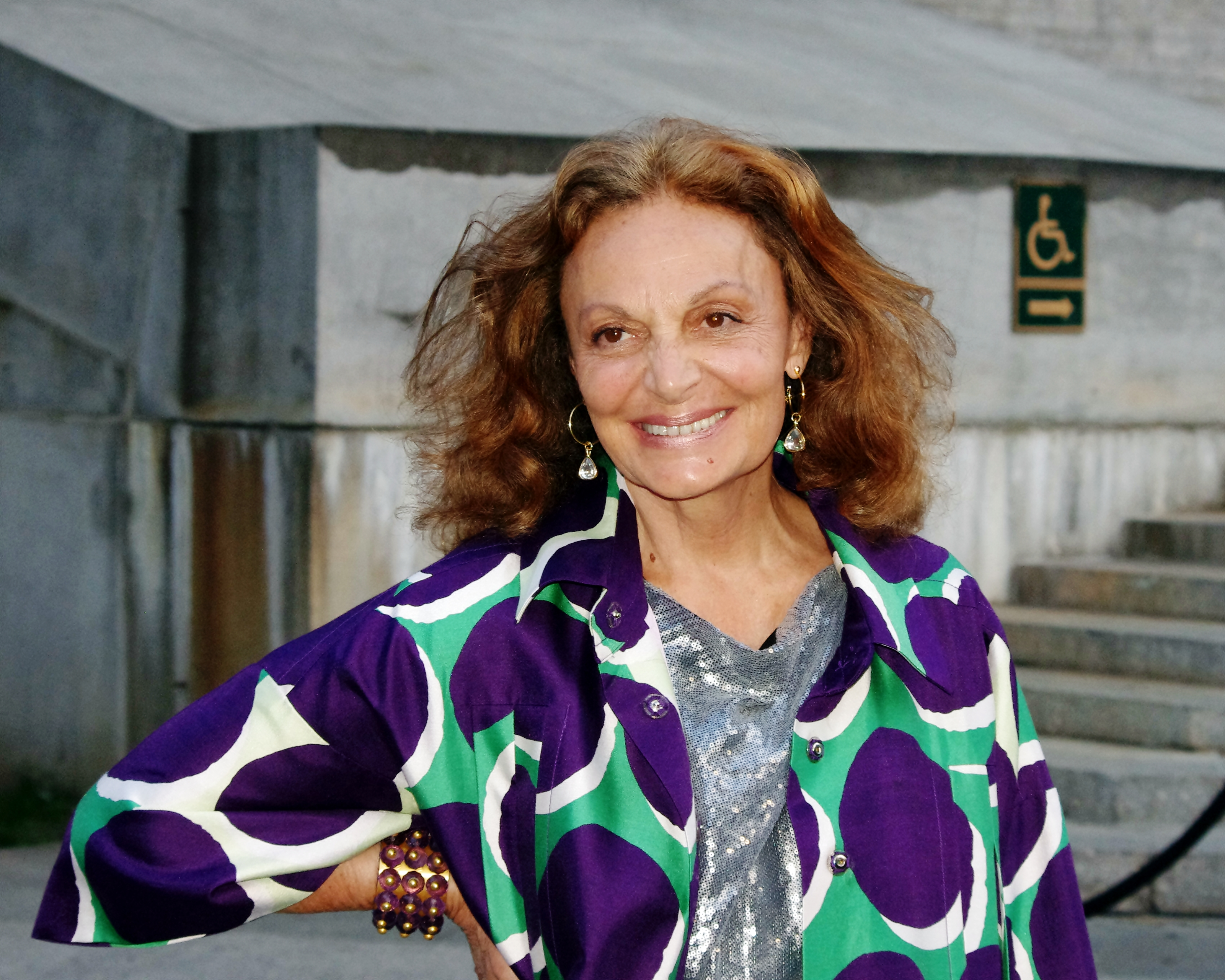
Diane von Fürstenberg (* 1946)

- Fürstenberg, Dietrich von (1546–1618), Fürstbischof von Paderborn
- Fürstenberg, Dorothee (1935–2015), deutsche Opernsängerin (Sopran)
- Fürstenberg, Eduard (1827–1885), Gründer des ersten Vereins für gehörlose Menschen in Deutschland
- Fürstenberg, Egon von (1833–1888), preußischer Landrat
- Fürstenberg, Egon von (1946–2004), Schweizer Modedesigner
- Fürstenberg, Eleonora Katharina von († 1670), Ehefrau des Grafen Franz Wilhelm I. von Hohenems
- Fürstenberg, Eleonore von (1523–1544), Gemahlin von Graf Philipp IV. von Hanau-Lichtenberg
- Fürstenberg, Elimar Freiherr von (1910–1981), deutscher Politiker (Bayernpartei, CSU), MdB
- Fürstenberg, Elisabeth zu (1767–1822), Kämpferin für die Privilegien der mediatisierten Reichsstände
- Fürstenberg, Ferdinand Anton von (1683–1711), Domherr in Münster und Paderborn
- Fürstenberg, Ferdinand Joseph von (1739–1800), Domherr in Hildesheim, Münster und Paderborn
- Fürstenberg, Ferdinand von (1626–1683), Fürstbischof von Paderborn und Münster
- Fürstenberg, Ferdinand von (1661–1718), Drost im Herzogtum Westfalen
- Fürstenberg, Franz Egon von (1702–1761), Domdechant und Generalvikar in Münster
- Fürstenberg, Franz Egon von (1737–1825), Fürstbischof von Paderborn und Hildesheim
- Fürstenberg, Franz Egon von (1842–1909), deutscher Rittergutsbesitzer und Politiker
- Fürstenberg, Franz von (1729–1810), deutscher Politiker, Staatsmann im Hochstift MünsterFranz von Fürstenberg (1729–1810)

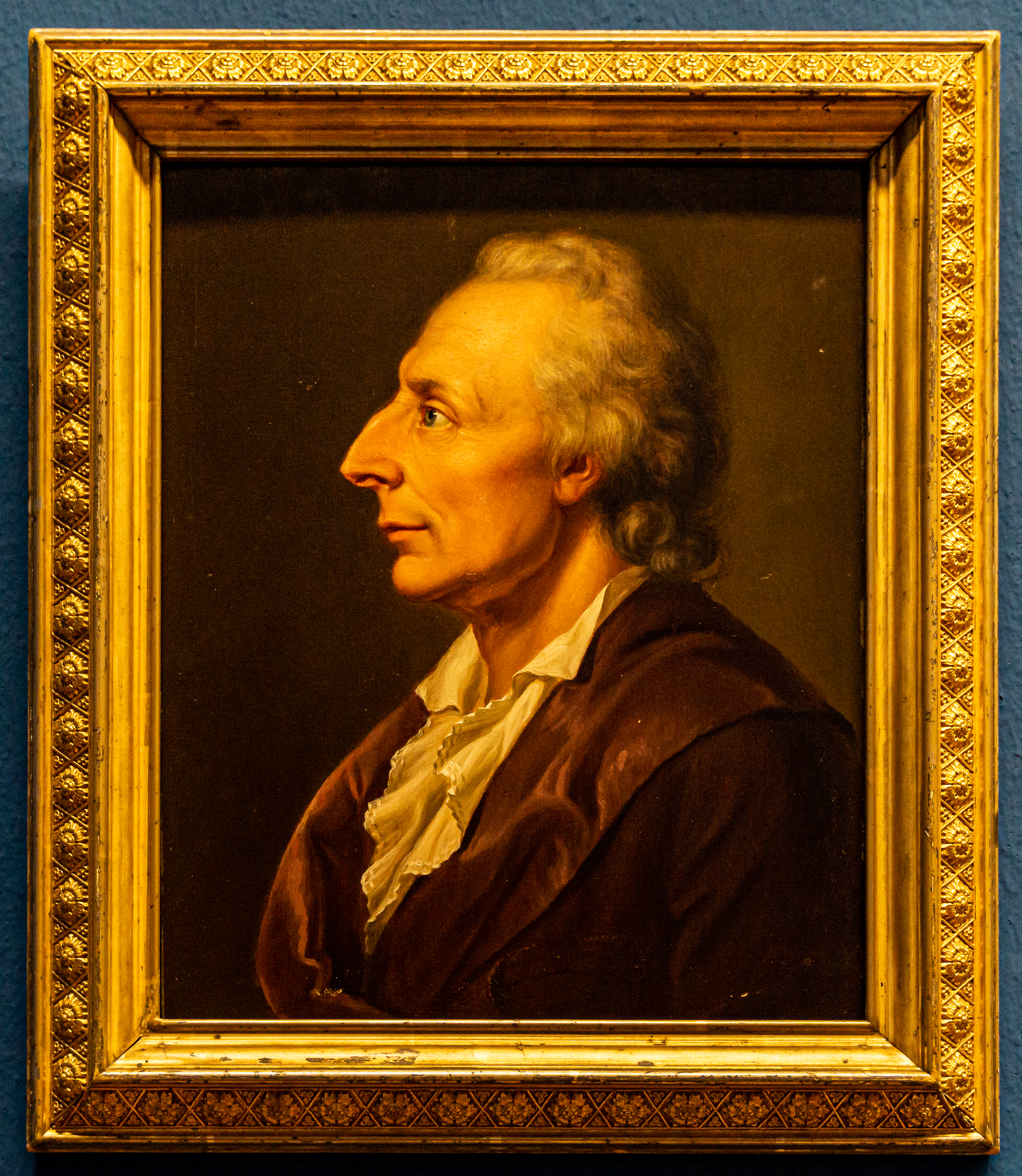
Franz von Fürstenberg (1729–1810)

- Fürstenberg, Franz Wilhelm von (1628–1688), Ritter des Deutschen Ordens und Landkomtur der Ballei Westfalen
- Fürstenberg, Friedrich (1930–2023), deutscher Soziologe
- Fürstenberg, Friedrich Christian von (1700–1742), Domherr, Propst und kurkölner Minister
- Fürstenberg, Friedrich Egon von (1813–1892), Kardinal der römisch-katholischen Kirche
- Fürstenberg, Friedrich II. von (1496–1559), k.k Staatsmann und Kriegsmann
- Fürstenberg, Friedrich Karl von (1730–1788), Domherr in Münster
- Fürstenberg, Friedrich Karl zu (1774–1856), regierender Landgraf zu Fürstenberg in der Bar und zu Stühlingen, Erbe der Herrschaft Weitra, Reinpolz und Veste Wasen sowie Obersthofmarschall
- Fürstenberg, Friedrich Leopold Freiherr von (1902–1969), deutscher Diplomat
- Fürstenberg, Friedrich Leopold von (1828–1901), deutscher Rittergutsbesitzer und Politiker
- Fürstenberg, Friedrich von († 1567), kurkölnischer Rat und Drost der Ämter Waldenburg und Bilstein
- Fürstenberg, Friedrich von (1576–1646), kurkölnischer (Land-)Droste im Herzogtum Westfalen
- Fürstenberg, Friedrich von (1618–1662), kurkölnischer Rat und Diplomat
- Fürstenberg, Friedrich von (1685–1706), Domherr in Münster und Kanoniker in Bruchsal
- Fürstenberg, Gotthard († 1617), Rat und Kanzler des Bischofs von Osnabrück
- Fürstenberg, Gregor von (* 1965), deutscher Theologe und römisch-katholischer Theologe
- Furstenberg, Hani (* 1979), israelisch-US-amerikanische Schauspielerin
- Fürstenberg, Hans (1890–1982), deutsch-französischer Bankier und Bibliophiler
- Fürstenberg, Heinrich Fürst zu (1950–2024), deutscher Unternehmer
- Fürstenberg, Hermann von († 1547), Domherr in Münster und Paderborn
- Fürstenberg, Hilde (1902–2005), deutsche Schriftstellerin
- Furstenberg, Hillel (* 1935), israelischer Mathematiker
- Fürstenberg, Hugo Franz von (1692–1755), Domherr in Hildesheim und Münster
- Fürstenberg, Ilse (1907–1976), deutsche Schauspielerin und Synchronsprecherin
- Fürstenberg, Ira von (1940–2024), europäische Schauspielerin und SchmuckdesignerinIra von Fürstenberg (1940–2024)

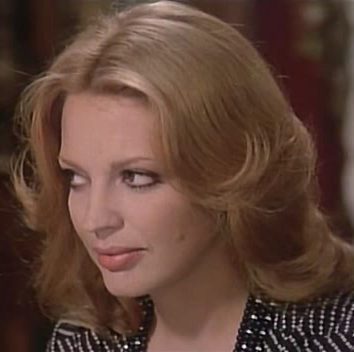
Ira von Fürstenberg (1940–2024)

- Fürstenberg, Jakob Ludwig von (1592–1627), kaiserlicher Feldzeugmeister, bayerischer General der Artillerie
- Fürstenberg, Joachim Egon Fürst zu (1923–2002), deutscher Unternehmer
- Fürstenberg, Joachim Egon zu (1749–1828), k.k wirklicher Geheimer Rat, Kämmerer und Oberhofmarschall, Ritter des Goldenen Vließ
- Fürstenberg, Johann Adolf von (1631–1704), katholischer Geistlicher, außerdem Drost im Herzogtum Westfalen, Diplomat sowie Bauherr von Schloss Adolfsburg
- Fürstenberg, Johann Gottfried von (1579–1624), Domherr und Präsident des kurmainzischen Rates
- Fürstenberg, Johann von († 1549), Abt von Siegburg
- Fürstenberg, Johann Wilhelm von (1500–1568), Landmeister des Deutschen Ordens in Livland
- Fürstenberg, Johann zu (1802–1879), Besitzer des Fideikommiss Weitra und Mitglied des Herrenhauses, Ritter des Goldenen Vließ
- Fürstenberg, Karl Aloys zu (1760–1799), österreichischer Feldmarschallleutnant
- Fürstenberg, Karl Egon I. zu (1729–1786), k.k. Staatsmann und Ritter des Goldenen Vließes, Oberstburggraf und Gouverneur von Böhmen, Präsident der böhmischen Gesellschaft der Wissenschaften

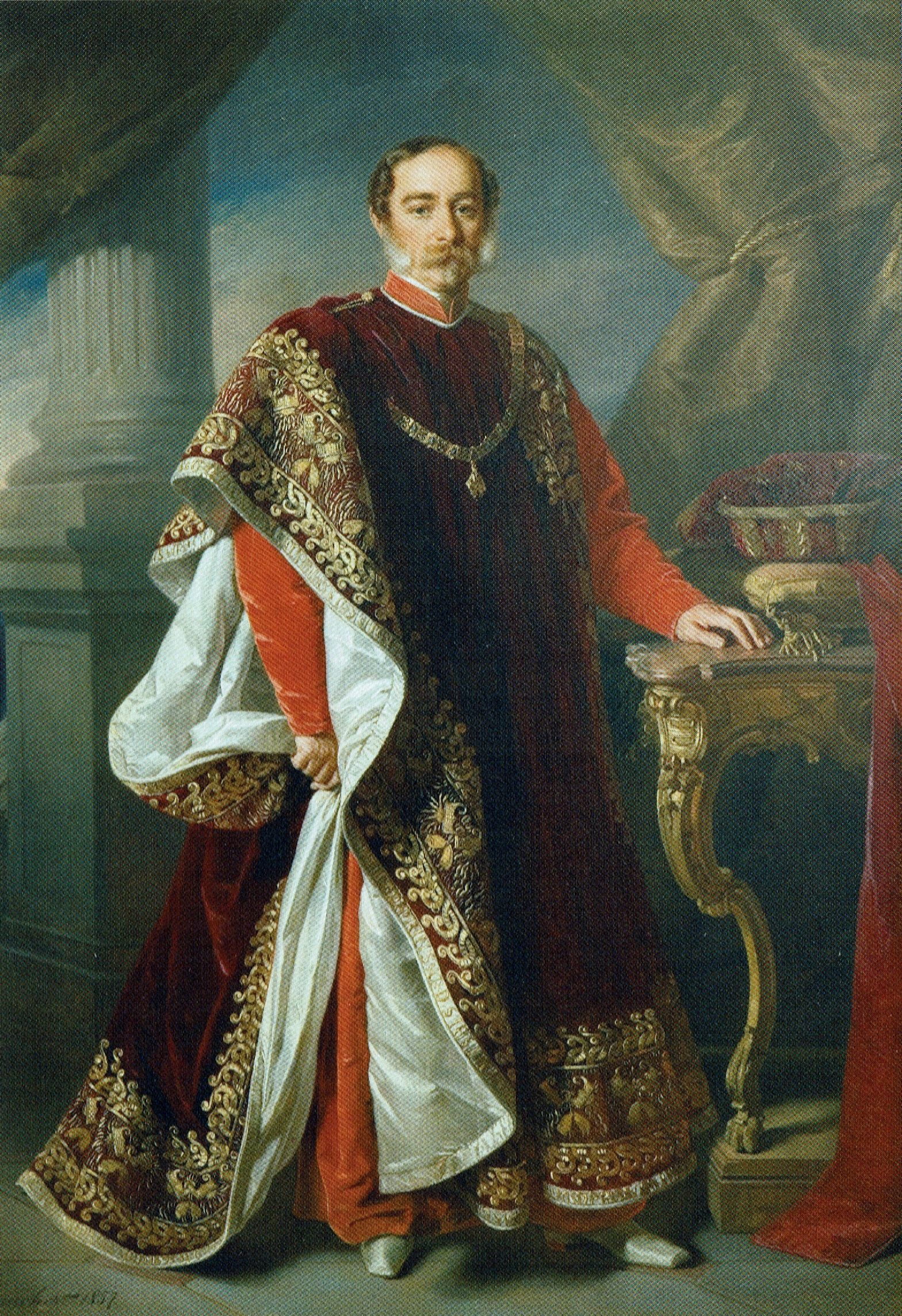
Karl Egon II. zu Fürstenberg (1796–1854)

- Fürstenberg, Karl Egon II. zu (1796–1854), PolitikerKarl Egon II. zu Fürstenberg (1796–1854)
- Fürstenberg, Karl Egon III. zu (1820–1892), Politiker, Adliger, General und Sammler
- Fürstenberg, Karl Egon IV. zu (1852–1896), deutscher Standesherr und Politiker, MdR
- Fürstenberg, Karl Egon V. zu (1891–1973), österreichischer und deutscher Hochadeliger und SS-Obersturmführer
- Fürstenberg, Kaspar von (1545–1618), Landdroste
- Fürstenberg, Leopold von (1905–1979), deutscher Politiker (CDU), MdL
- Fürstenberg, Margarete von, Äbtissin des Klosters Welver
- Fürstenberg, Maria Anna von (1732–1788), Äbtissin des Stifts Fröndenberg
- Fürstenberg, Max Egon I. zu (1822–1873), österreichischer Militär und Politiker
- Fürstenberg, Max Egon II. zu (1863–1941), deutsch-österreichischer adeliger Großgrundbesitzer und PolitikerMax Egon II. zu Fürstenberg (1863–1941)

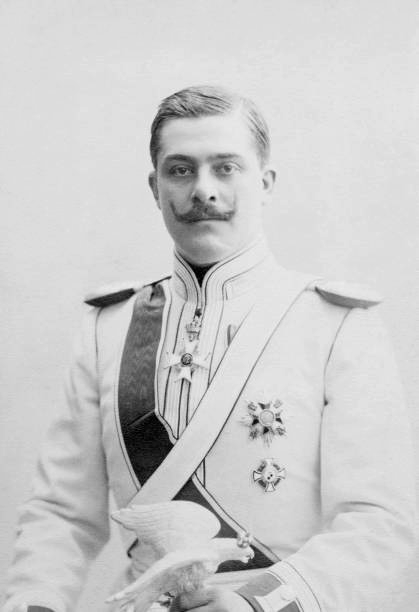
Max Egon II. zu Fürstenberg (1863–1941)

- Fürstenberg, Maximilian Egon zu (1896–1959), deutscher Adeliger
- Fürstenberg, Maximilian von (1866–1925), deutscher Politiker, Landrat im Kreis Coesfeld und Mitglied des Provinziallandtags
- Fürstenberg, Maximilien de (1904–1988), belgisch-niederländischer Geistlicher, Diplomat des Heiligen Stuhls und Kurienkardinal
- Fürstenberg, Michael von (1942–2012), römisch-katholischer Geistlicher
- Fürstenberg, Molly von (* 1942), deutsche Filmproduzentin
- Fürstenberg, Moritz (1818–1872), deutscher Tierarzt
- Fürstenberg, Ottilia von (1549–1621), Priorin des Klosters Oelinghausen sowie Äbtissin des weltlichen Damenstifts Heerse
- Fürstenberg, Paula (* 1987), deutsche Schriftstellerin
- Fürstenberg, Peter Freiherr von (1936–2024), deutscher Forstwissenschaftler, Vizepräsident der deutschen Assoziation des Souveränen Malteserordens
- Fürstenberg, Philipp Karl von (1669–1718), Bischof von Lavant (1708 bis 1718)
- Fürstenberg, Solly (1810–1887), deutscher Porträt- und Genremaler der Düsseldorfer Schule sowie Zeichenlehrer in Trier und Saarbrücken
- Fürstenberg, Tassilo (1903–1987), österreichisch-ungarischer Industrieller
- Fürstenberg, Ursula von († 1548), Äbtissin des Klosters Himmelpforten
- Fürstenberg, Veith von (* 1947), deutscher Filmproduzent, Drehbuchautor und Regisseur
- Fürstenberg, Wilhelm Franz von (1684–1707), Domherr in Münster und Paderborn
- Fürstenberg, Wilhelm von (1491–1549), militärischer Befehlshaber in Diensten Karl V.
- Fürstenberg, Wilhelm von (1623–1699), Gesandter, päpstlicher Geheimkämmerer, Dompropst und -dechant
- Fürstenberg, Wratislaw I. von (1584–1631), Offizier und Reichshofratspräsident
- Furstenberg, Yair (* 1975), israelischer Theologe
- Fürstenberg-Borbeck, Clemens von (1835–1891), preußischer Generalmajor und Kommandeur der 1. Garde-Kavallerie-Brigade
- Fürstenberg-Dussmann, Catherine von (* 1951), US-amerikanische Unternehmerin
- Fürstenberg-Haslach, Hug von, Graf und Ritter von Fürstenberg der Haslacher Linie
- Fürstenberg-Heiligenberg, Franz Egon von (1626–1682), Bischof von Straßburg
- Fürstenberg-Heiligenberg, Maria Franziska von (1633–1702), Markgrafin von Baden
- Fürstenberg-Heiligenberg, Wilhelm Egon von (1629–1704), deutscher Geistlicher, Bischof von Straßburg
- Fürstenberg-Herdringen, Engelbert Egon von (1850–1918), deutscher Fideikommissherr, Politiker
- Fürstenberg-Herdringen, Franz Egon Philipp von (1789–1832), deutscher Fideikommissherr, Politiker
- Fürstenberg-Herdringen, Franz Egon von (1818–1902), deutscher Fideikommissherr, Politiker
- Fürstenberg-Stammheim, Franz Egon von (1797–1859), Königlich Preußischer Kammerherr und ein Förderer des DombausFranz Egon von Fürstenberg-Stammheim (1797–1859)

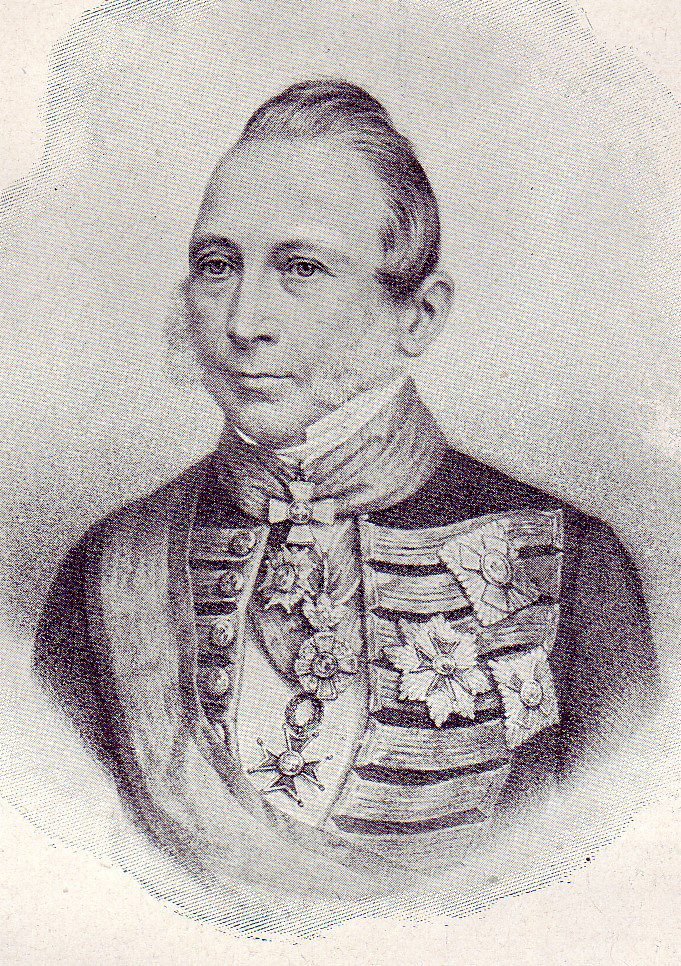
Franz Egon von Fürstenberg-Stammheim (1797–1859)

- Fürstenberg-Stammheim, Gisbert Egon von (1836–1908), deutscher Großgrundbesitzer und Politiker
- Fürstenberg-Stammheim, Josefine Karoline von (1835–1895), deutsche Benediktinerin und Klostergründerin
- Fürstenberger, Eugen (1880–1975), deutscher Kunstturner
- Fürstenberger, Markus (1929–2014), Schweizer Historiker
- Fürstenberger, Philipp (1479–1540), deutscher Patrizier und Staatsmann
- Fürstenbusch, Johann Daniel von († 1738), Feldzeugmeister, Hofkriegsrat und Inhaber des Infanterie-Regimentes Nr. 35
- Furstenfeld, Justin (* 1975), US-amerikanischer Rockmusiker
- Fürstenheim, Ernst (1836–1904), deutscher Arzt
- Fürstenheim, Hermann (1877–1938), deutscher Warenhausdirektor
- Fürstenhofer, Karl (1899–1965), österreichischer Politiker (SPÖ), Landtagsabgeordneter
- Fürstenhofer, Norbert (* 1945), österreichischer Brigadier
- Fürstenhoff, Johann Georg Maximilian von (1686–1753), deutscher Baumeister
- Fürstenstein, Adolf von (1818–1895), deutscher Rittergutsbesitzer, Verwaltungsbeamter und Hofbeamter französischer Abstammung
- Fürstenwärther, Friedrich Karl von (1769–1856), österreichischer Feldmarschall-Leutnant, pfälzischer Herkunft
- Fürstenwärther, Leopold von (1769–1839), bayerischer Offizier aus dem Haus Wittelsbach
- Fürstenwerth, Jörg Freiherr Frank von (* 1954), deutscher Rechtsanwalt, Vorsitzender der Hauptgeschäftsführung des Gesamtverbandes der Deutschen Versicherungswirtschaft
- Fursth, Christer (* 1970), schwedischer Fußballspieler
- Fürstin Tarakanowa († 1775), russische Thronprätendentin als angebliche Tochter der Zarin Elisabeth I.
- Fürstner, Adolph (1833–1908), deutscher Musikverleger
- Fürstner, Alois (* 1962), österreichischer Chemiker
- Fürstner, Carl (1848–1906), deutscher Psychiater und Neurologe
- Fürstner, Stephan (* 1987), deutscher Fußballspieler
- Fürstner, Wolfgang (1896–1936), deutscher Hauptmann und SportfunktionärWolfgang Fürstner (1896–1936)

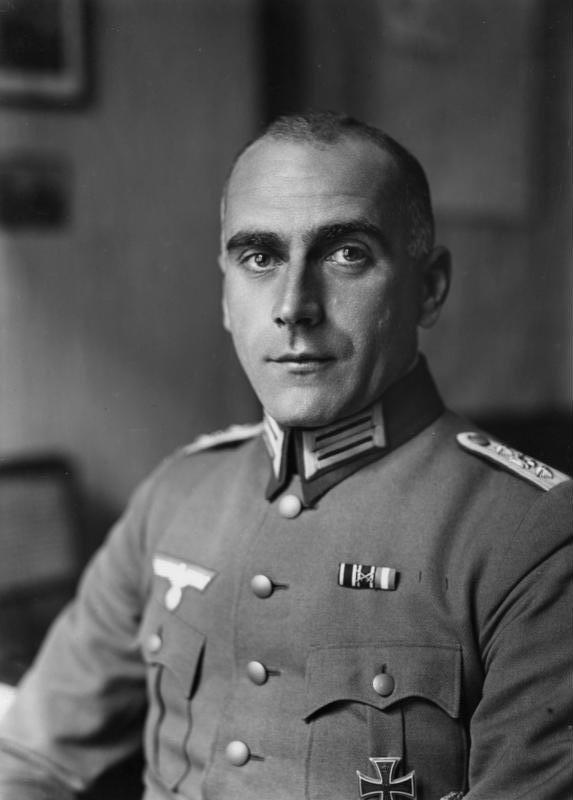
Wolfgang Fürstner (1896–1936)

- Fürstner, Wolfgang (* 1944), deutscher Jurist, Hauptgeschäftsführer des Verbands Deutscher Zeitschriftenverleger

### Furt
- Furt, Jorge M. (1902–1971), argentinischer Romanist, Hispanist, Schriftsteller und Privatgelehrter
- Furtado, Abraham (1756–1817), französischer Politiker
- Furtado, Andy (* 1980), costa-ricanischer Fußballspieler
- Furtado, Catarina (* 1972), portugiesische Fernsehmoderatorin und Schauspielerin
- Furtado, Celso (1920–2004), brasilianischer Ökonom und Diplomat
- Furtado, Ernie (1923–1995), US-amerikanischer Jazzmusiker
- Furtado, Frederick (* 1956), tansanischer Hockeyspieler
- Furtado, Juli (* 1967), US-amerikanische Radsportlerin
- Furtado, Nelly (* 1978), portugiesisch-kanadische MusikerinNelly Furtado (* 1978)

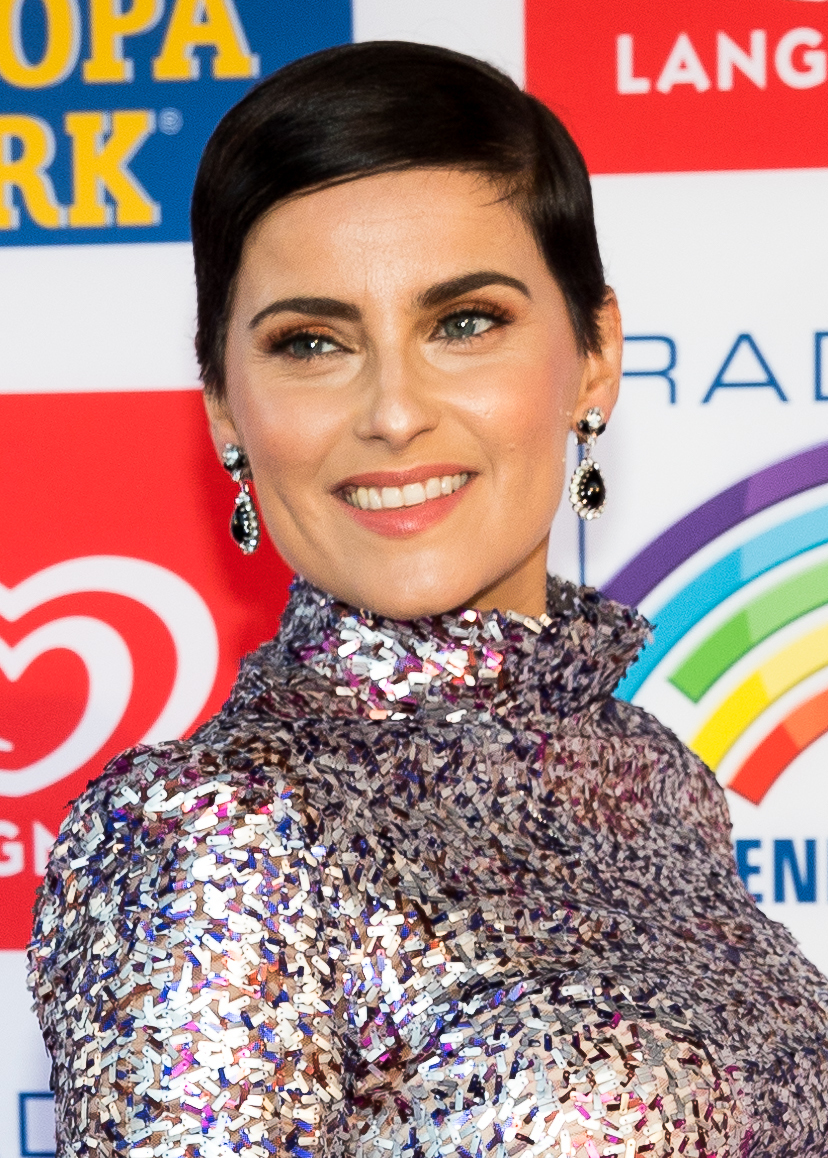
Nelly Furtado (* 1978)

- Furtado, Ruy (1919–1991), portugiesischer Schauspieler
- Furtado, Tristão de Mendonça († 1642), portugiesischer Admiral und Diplomat
- Furtak, Florian T. (* 1967), deutscher Politikwissenschaftler und Hochschullehrer
- Furtak, Robert K. (1930–2022), deutscher Politikwissenschaftler und Hochschullehrer
- Furtenagel, Lukas (* 1505), deutscher Maler
- Furtenbach, David von († 1561), spanischer Oberst und Forschungsreisender
- Furtenbach, Friedrich von (1852–1918), deutscher Offizier und Schriftsteller
- Furtenbach, Jakob von (1663–1741), deutscher Handelsherr sowie Mitgründer und Vorsteher der lutherischen Gemeinde in Genf
- Furtenbach, Zacharias von († 1633), katholischer Geistlicher
- Furtenbacher, Christin (* 1984), deutsche Politikerin (Bündnis 90/Die Grünen), Landesvorsitzende von Bündnis 90/Die Grünen Sachsen
- Furter, Loraine (* 1988), Schweizer Grafikdesignerin, Feministin und Pädagogin
- Furter, Michael, Buchdrucker und Buchbinder in Basel
- Furter, Otto (1905–1998), Schweizer Fotograf
- Fürter, Thorsten (* 1970), deutscher Jurist und Politiker (Bündnis 90/Die Grünen, FDP), MdL
- Fürth, August von (1812–1846), deutscher Rechtshistoriker
- Furth, Charlotte (1934–2022), US-amerikanische Historikerin
- Fürth, Emil von (1863–1911), österreichischer Politiker
- Fürth, Ernestine von (1877–1946), österreichische Frauenrechtlerin
- Fürth, Franz (1880–1961), deutscher Hotelier und Politiker
- Fürth, Franz von († 1773), Bürgermeister der Reichsstadt Aachen
- Furth, George (1932–2008), US-amerikanischer Schauspieler und Autor
- Furth, Hans G. (1920–1999), amerikanischer Psychologe
- Furth, Harold (1930–2002), US-amerikanischer Physiker
- Fürth, Henriette (1861–1938), deutsche Frauenrechtlerin
- Fürth, Hermann Ariovist von (1815–1888), deutscher Jurist und Politiker (Zentrum), MdR
- Fürth, Jaro (1871–1945), österreichischer Schauspieler
- Fürth, Johann Wilhelm von (1648–1698), Bürgermeister der Reichsstadt Aachen
- Furth, Josef Herbert (1899–1995), austroamerikanischer Ökonom
- Fürth, Joseph von (1774–1844), deutscher Verwaltungsbeamter und langjähriger Landrat des Kreises Geilenkirchen
- Fürth, Otto (1894–1979), austroamerikanischer Schriftsteller
- Fürth, Otto von (1867–1938), österreichischer Chemiker
- Furth, Peter (1930–2019), deutscher Sozialphilosoph
- Fürth, Reinhold (1893–1979), tschechisch-britischer Physiker
- Furth, Sol (1907–1990), US-amerikanischer Dreispringer
- Fürthaler, Mario (* 1984), österreichischer Fußballspieler
- Fürther, Helmut (* 1941), deutscher Fußballspieler
- Furthman, Jules (1888–1966), US-amerikanischer Drehbuchautor
- Furthmann, Walter (1873–1945), deutscher Architekt
- Furthmoser, Hermann (1934–2015), österreichischer Dirigent, Chorleiter und Hochschullehrer
- Furthner, Josef (1890–1971), österreichischer Bildhauer und Bildschnitzer
- Fürtig, Henner (* 1953), deutscher Historiker
- Furtius, Klientelkönig der Quaden
- Furtlehner, Simon (* 2001), österreichischer Fußballspieler
- Furtmayr, Ernst (* 1938), deutscher Autorennfahrer
- Furtmeier, Josef (1887–1969), Mentor der Weißen Rose
- Furtmeyr, Berthold, deutscher Miniaturmaler
- Furtmüller, Aline (1883–1941), österreichische Politikerin (SDAP), Landtagsabgeordnete
- Furtmüller, Carl (1880–1951), österreichischer Pädagoge und Sozialreformer
- Furtmüller, Gerhard (* 1967), österreichischer Betriebswirt, Wissenschaftler, Lehrender an der WU Wien und Autor
- Furtmüller, Johann Valentin (1497–1566), Tischler und den Täufern nahestehender Theologe und Reformator
- Furtner, Alois (1936–2020), deutscher römisch-katholischer Prälat und Wallfahrtsrektor in Altötting
- Furtner, Joe (1893–1965), deutsch-österreichischer Schauspieler und Komiker
- Furtner, Lisa (* 1989), österreichische Schau- und Puppenspielerin
- Furtner, Ludwig (1926–2008), deutscher Betriebswirt und Hochschullehrer
- Furtner, Maria (1821–1884), Bäuerin, die 50 Jahre lang keine feste Nahrung zu sich genommen haben soll
- Furtok, Bogusław (* 1967), polnischer Kontrabassist, Komponist und Musikpädagoge
- Furtok, Jan (1962–2024), polnischer Fußballspieler und -trainerJan Furtok (1962–2024)

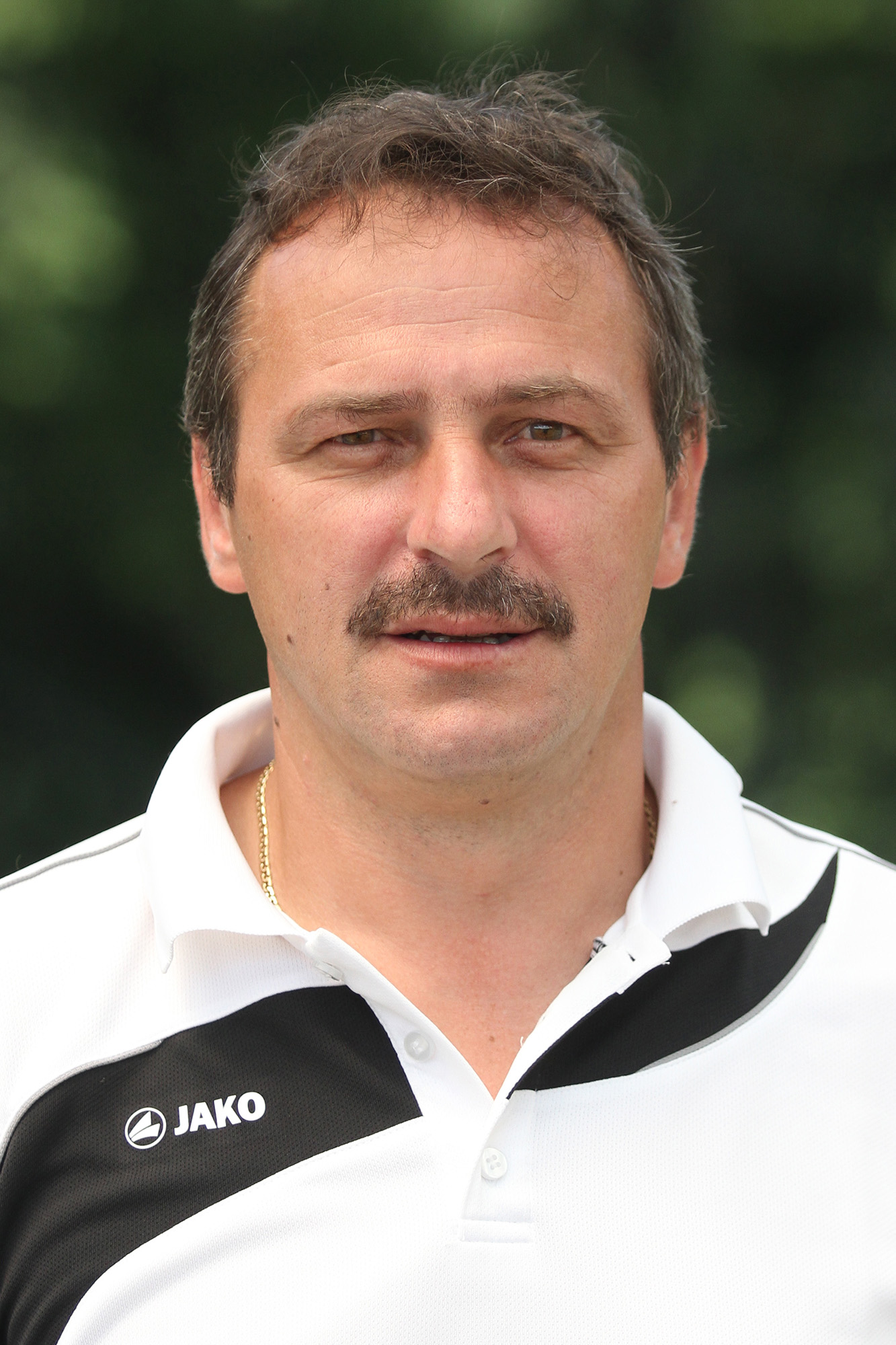
Jan Furtok (1962–2024)

- Furtsch, Evelyn (1914–2015), US-amerikanische Leichtathletin
- Furttenbach, Joseph (1591–1667), deutscher Architekt, Mathematiker, Mechaniker und Chronist
- Furtula, Danijel (* 1992), montenegrinischer Leichtathlet
- Furtwängler, Adelheid (1863–1944), deutsche Hausfrau, Ehefrau von Adolf Furtwängler
- Furtwängler, Adolf (1853–1907), deutscher Klassischer Archäologe
- Furtwängler, Adrian (* 1993), deutscher Bundessprecher der Linksjugend solid
- Furtwängler, Andreas E. (* 1944), deutscher Klassischer Archäologe und Numismatiker
- Furtwängler, Elisabeth (1910–2013), deutsche Schriftstellerin
- Furtwängler, Felix Martin (* 1954), deutscher Maler, Grafiker und Buchkünstler
- Furtwängler, Florian (1935–1992), deutscher Filmregisseur
- Furtwängler, Franz Josef (1894–1965), deutscher Gewerkschafter und Politiker (SPD), MdL
- Furtwängler, Gise (1917–1979), deutsche Tänzerin, Choreografin, Ballettmeisterin und Ballettdirektorin
- Furtwängler, Maria (* 1966), deutsche Schauspielerin und ÄrztinMaria Furtwängler (* 1966)

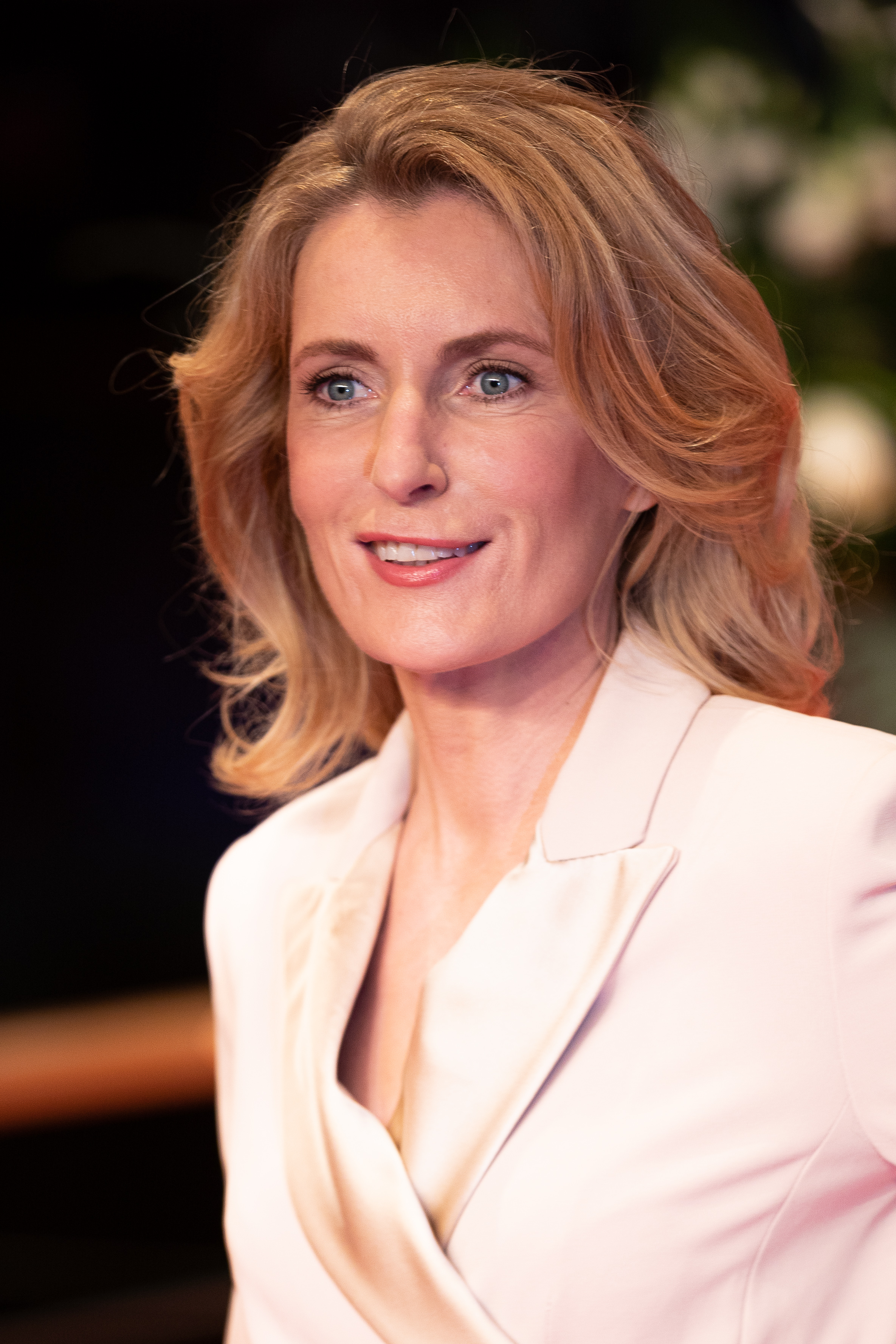
Maria Furtwängler (* 1966)

- Furtwängler, Philipp (1800–1867), deutscher Orgelbauer
- Furtwängler, Philipp (1869–1940), deutscher Mathematiker
- Furtwängler, Pius (1841–1910), deutscher Orgelbauer und Unternehmer
- Furtwängler, Walter (1887–1967), deutscher Bergsteiger
- Furtwängler, Wilhelm (1809–1875), deutscher Klassischer Philologe und Lehrer
- Furtwängler, Wilhelm (1886–1954), deutscher Dirigent und KomponistWilhelm Furtwängler (1886–1954)

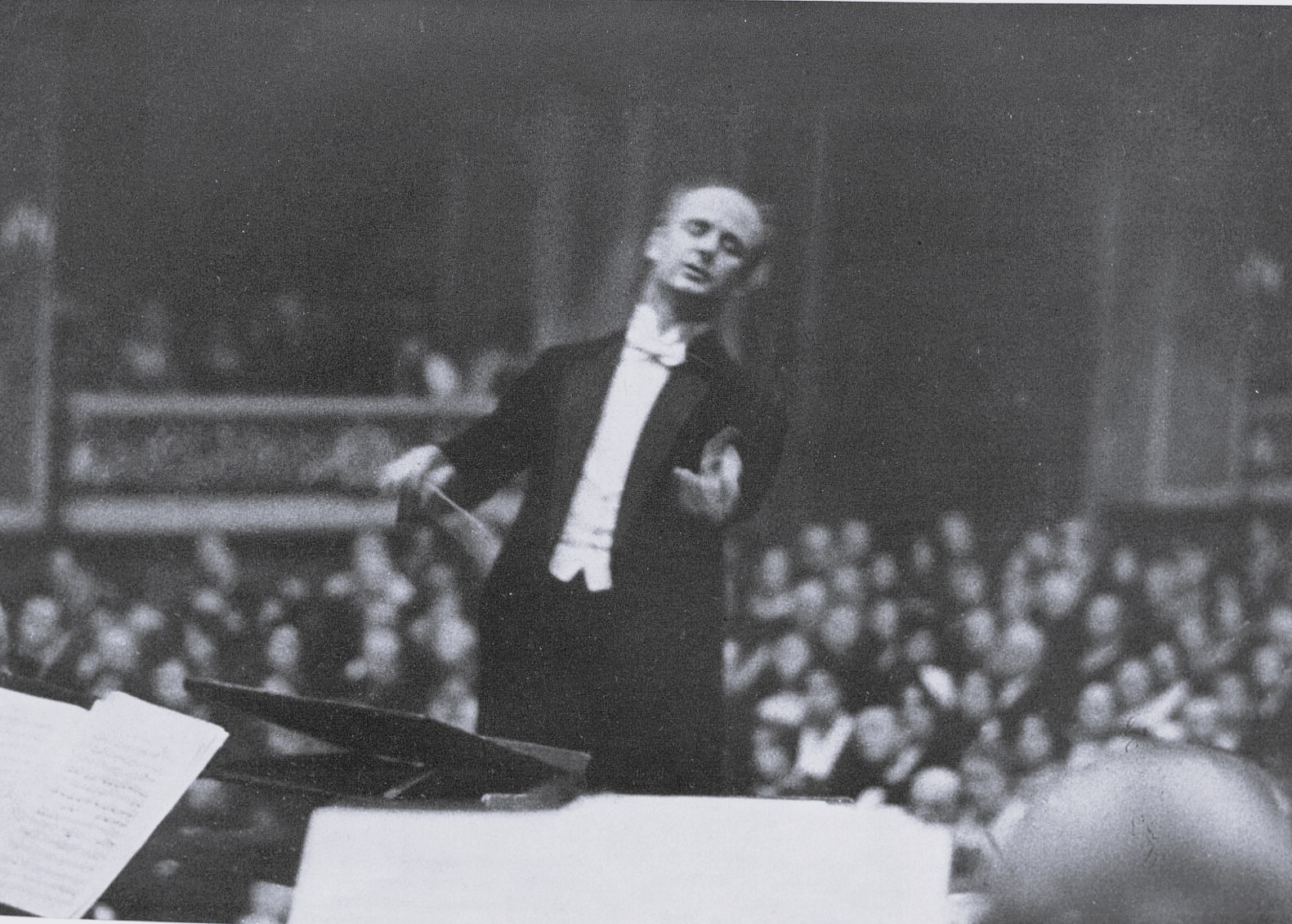
Wilhelm Furtwängler (1886–1954)

### Furu
- Furube, Kenta (* 1985), japanischer Fußballspieler
- Furube, Yoshinori (* 1970), japanischer Fußballspieler
- Furuhashi, Hironoshin (1928–2009), japanischer Schwimmer, Weltrekordler und Sportfunktionär
- Furuhashi, Kyōgo (* 1995), japanischer Fußballspieler
- Furuhashi, Makuru (* 1993), japanischer Eishockeyspieler
- Furuhashi, Tatsuya (* 1980), japanischer Fußballspieler
- Furuhashi, Terushi (* 1952), japanischer Bogenschütze
- Furuhata, Tanemoto (1891–1975), japanischer Rechtsmediziner
- Furuhata, Tokuya (1898–1995), japanischer Geschäftsmann und Politiker
- Furuhata-Kersting, Sachiko (* 1975), japanische Konzertpianistin
- Furuhjelm, Annie (1859–1937), finnlandschwedische Parlamentarierin und Frauenrechtlerin
- Furuhjelm, Johan Hampus (1821–1909), russischer Vize-Admiral
- Furuholm, Timo (* 1987), finnischer Fußballspieler
- Furuholmen, Magne (* 1962), norwegischer Musiker der Popband a-ha und bildender KünstlerMagne Furuholmen (* 1962)

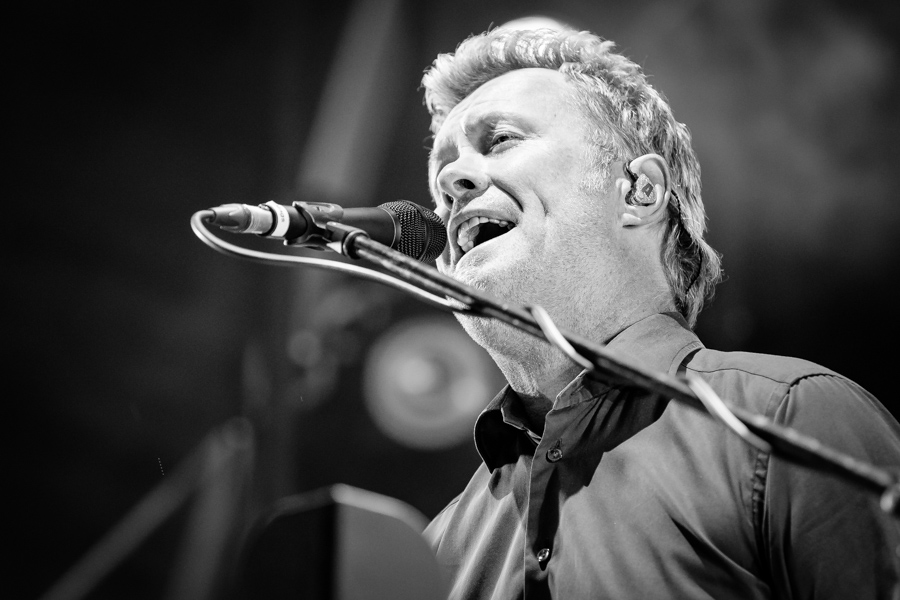
Magne Furuholmen (* 1962)

- Furui, Yoshikichi (1937–2020), japanischer Schriftsteller und Germanist
- Furuichi, Kōi (1854–1934), japanischer Politiker
- Furukaki, Tetsurō (1900–1987), japanischer Journalist und Diplomat
- Furukawa, Anzu (1952–2001), japanische Butoh-Tänzerin und Performancekünstlerin
- Furukawa, Daigo (* 1999), japanischer Fußballspieler
- Furukawa, Ichibei (1832–1903), japanischer Unternehmer
- Furukawa, Kiichirō (1929–2016), japanischer Astronom
- Furukawa, Manato (* 2001), japanischer Fußballspieler
- Furukawa, Masaaki (* 1968), japanischer Fußballspieler
- Furukawa, Masaru (1936–1993), japanischer Schwimmer
- Furukawa, Masato (* 1995), japanischer Fußballspieler
- Furukawa, Motohisa (* 1965), japanischer Politiker
- Furukawa, Roppa (1903–1961), japanischer Komödiant, Essayist und Journalist
- Furukawa, Satoshi (* 1964), japanischer Astronaut
- Furukawa, Shinjiro (* 1863), japanischer Fotograf
- Furukawa, Shunpei (1834–1907), japanischer Fotograf
- Furukawa, Shuntarō (* 1972), japanischer Manager
- Furukawa, Takaharu (* 1984), japanischer Bogenschütze
- Furukawa, Takashi (* 1981), japanischer Fußballspieler
- Furukawa, Toranosuke (1887–1940), japanischer Unternehmer
- Furukawa, Tsuyoshi (* 1972), japanischer Fußballspieler
- Furukawa, Yasushi (* 1958), japanischer Politiker
- Furukawa, Yoshio (* 1934), japanischer Fußballspieler
- Furukawa, Yōsuke (* 2003), japanischer Fußballspieler
- Furukawa, Yūki (* 1987), japanischer Schauspieler
- Furuli, Rolf (* 1942), norwegischer Philologe
- Furumark, Arne (1903–1982), schwedischer Klassischer Archäologe
- Furumiya, Kazuko, japanische Mangaka
- Furundarena Maiz, Eneko (* 2003), spanischer Handballspieler
- Furuno, Inosuke (1891–1966), japanischer Medienunternehmer
- Fürus, Christoph-Adolf (1928–2022), deutscher Generalmajor des Heeres der Bundeswehr
- Furusawa, Midori (* 1974), japanische Skilangläuferin
- Furusawa, Ryōjirō (1945–2011), japanischer Jazzmusiker
- Furusawa, Taiho (1913–2000), japanischer Haiku-Dichter
- Furusawa, Uro (1847–1911), japanischer Politiker
- Furuseth, Else Kåss (* 1980), norwegische Komikerin, Moderatorin, Schauspielerin und Autorin
- Furuseth, Ola G. (* 1975), norwegischer Schauspieler
- Furuseth, Ole Kristian (* 1967), norwegischer Skirennläufer
- Furushima, Keito (* 1995), japanischer Fußballspieler
- Furushima, Kiyoto (* 1968), japanischer Fußballspieler
- Furushō, Motoo (1882–1940), General der kaiserlich japanischen Armee
- Furuta, Atsuyoshi (* 1952), japanischer Fußballspieler
- Furuta, Hajime (* 1947), japanischer Politiker
- Furuta, Hiroyuki (* 1991), japanischer Fußballspieler
- Furuta, Taiji (* 1982), japanischer Fußballspieler
- Furuta, Toshimasa, japanischer Astronom
- Furuta, Tsuneko (* 1921), japanische Schwimmerin
- Furuya, Keiji (* 1952), japanischer Politiker
- Furuya, Kiyoshi (1878–1945), japanischer Generalleutnant, Mitglied der IMKK, Chef der japanischen Luftwaffe
- Furuya, Osamu, japanischer Kameramann
- Furuya, Paul Yoshiyuki (1900–1991), japanischer Bischof
- Furuya, Seiichi (* 1950), japanischer Fotograf
- Furuya, Takashi (* 1936), japanischer Jazzmusiker
- Furuya, Tōru (* 1953), japanischer Synchronsprecher (Seiyuu) und Schauspieler
- Furuya, Usamaru (* 1968), japanischer Manga-Zeichner
- Furuyado, Riku (* 2001), japanischer Fußballspieler
- Furuyama, Kengo (* 2002), japanischer Fußballspieler
- Furuyama, Komao (1920–2002), japanischer Schriftsteller und Essayist
- Furuyama, Moromasa, japanischer Ukiyoe-Maler
- Furuyama, Ren (* 1998), japanischer Fußballspieler
- Füruzan (1932–2024), türkische Schriftstellerin
- Furuzawa, Iwami (1912–2000), japanischer Maler

### Furw
- Fürweger, Wolfgang (* 1971), österreichischer Journalist

### Fury
- Fury, Billy (1940–1983), englischer Rockmusiker
- Fury, Don, US-amerikanischer Musikproduzent
- Fury, Ed (1928–2023), US-amerikanischer Bodybuilder, Model und Schauspieler
- Fury, Hughie (* 1994), englischer Boxer
- Fury, Tommy (* 1999), britischer Boxsportler und Reality-TV-Persönlichkeit
- Fury, Tyson (* 1988), englischer BoxerTyson Fury (* 1988)

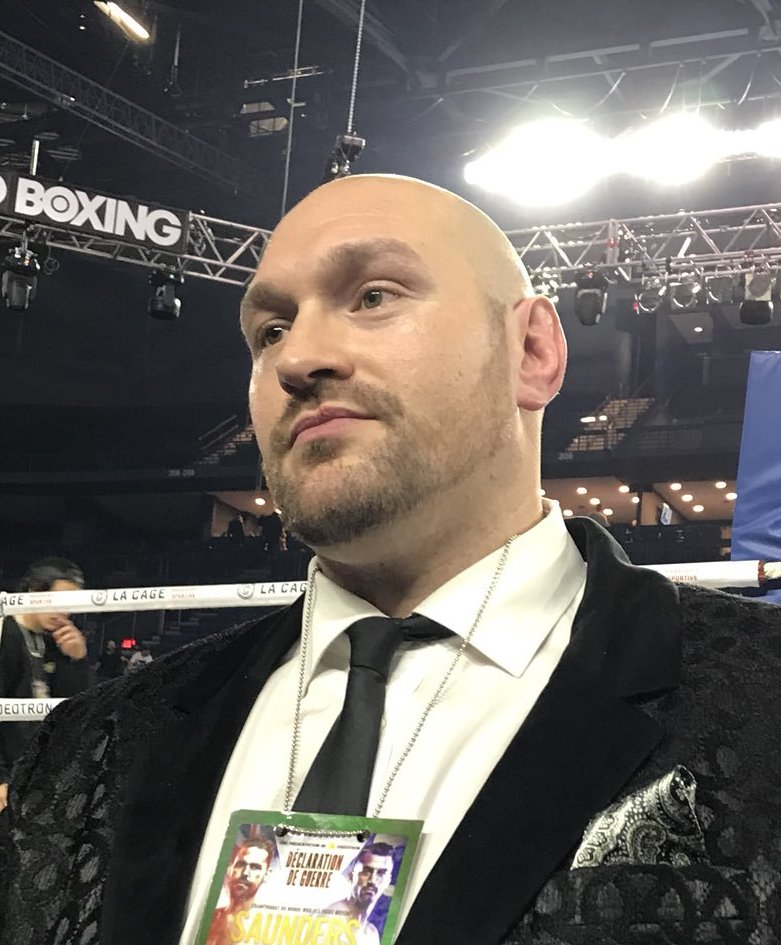
Tyson Fury (* 1988)

- Furyk, Jim (* 1970), US-amerikanischer Golfer

### Furz
- Furze, Arthur (1903–1982), britischer Langstreckenläufer
- Furze, Colin (* 1979), britischer Webvideoproduzent und Erfinder
- Furze, Mark (* 1986), australischer Schauspieler, Synchronsprecher und Sänger
- Furzewa, Jekaterina Alexejewna (1910–1974), sowjetische Politikerin